# Фрейд, Зигмунд
Зи́гмунд Фрейд (оригинальная транскрипция — Фройд; так как нем. Sigmund Freud, немецкое произношение: [ˈziːkmʊnt ˈfʁɔʏt]; полное имя Зигисму́нд Шломо Фройд, нем. Sigismund Schlomo Freud; 6 мая 1856[…], Пршибор, Моравская марка, Австрийская империя[…] — 23 сентября 1939[…], Лондон, Великобритания[…]) — австрийский психолог, психоаналитик, психиатр и невролог еврейского происхождения. Фрейд наиболее известен как основатель психоанализа, который оказал значительное влияние на психологию, медицину, социологию, антропологию, литературу и искусство XX века. Воззрения Фрейда на природу человека были новаторскими для его времени, и на протяжении всей жизни психолога его работы не прекращали вызывать резонанс и критику в научном сообществе. Интерес к теориям учёного не угасает и по сей день.
Среди достижений Фрейда наиболее важными являются разработка трёхкомпонентной структурной модели психики (состоящая из «Оно», «Я» и «Сверх-Я»), выделение специфических фаз психосексуального развития личности, создание теории эдипова комплекса, обнаружение функционирующих в психике защитных механизмов, психологизация понятия «бессознательное», открытие переноса, а также разработка таких терапевтических методик, как метод свободных ассоциаций и толкование сновидений.
Несмотря на то, что влияние идей и личности Фрейда на психологию неоспоримо, многие исследователи считают его труды интеллектуальным шарлатанством. Практически каждый фундаментальный для фрейдовской теории постулат был подвергнут критике со стороны видных учёных и писателей, таких как Карл Ясперс, Эрих Фромм, Альберт Эллис, Карл Краус и многих других. Эмпирический базис теории Фрейда называли «неадекватным» Фредерик Крюс и Адольф Грюнбаум, «мошенничеством» психоанализ окрестил Питер Медавар, псевдонаучной теорию Фрейда считал Карл Поппер.
За свою жизнь Фрейд написал и опубликовал огромное количество научных работ — полное собрание его сочинений составляет 26 томов. Он имел звания доктора медицины, профессора, почётного доктора права Университета Кларка и являлся иностранным членом Лондонского королевского общества, обладателем премии Гёте, являлся почётным членом Американской психоаналитической ассоциации, Французского психоаналитического общества и Британского психологического общества.

## Биография

### Детство и юношество

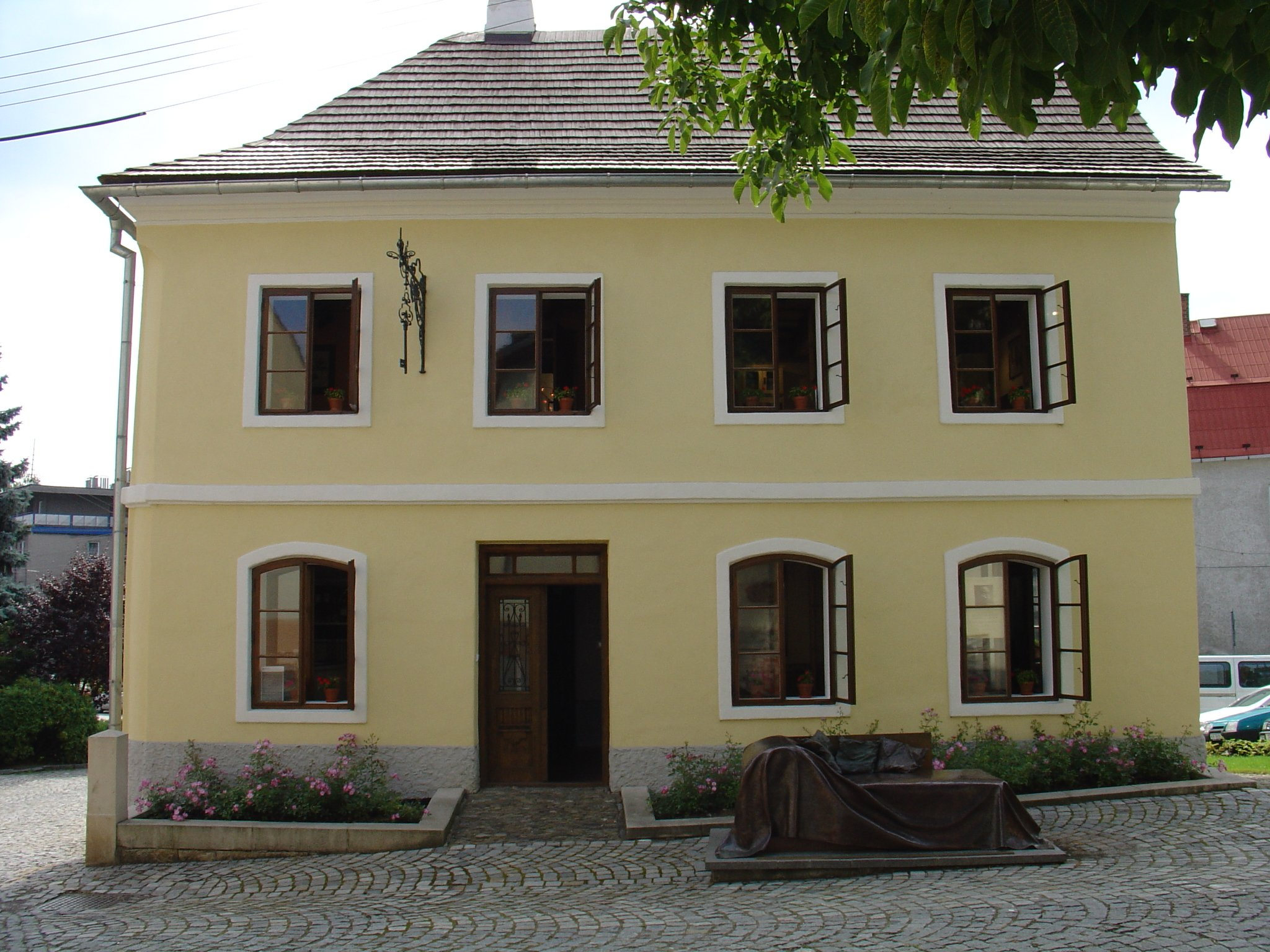
Дом в Пршиборе, в котором родился Фрейд (Моравия, Чехия)

Зигмунд Фрейд родился 6 мая 1856 года в еврейской семье, иммигрировавшей из Королевства Галиции и Лодомерии и проживавшей в небольшом (около 4500 жителей) городе Фрайберг в Моравии, которая на тот момент принадлежала Австрийской империи. Улица, на которой родился Фрейд, — Шлоссергассе — сейчас носит его имя. Деда Фрейда по отцовской линии звали Шломо Фрейд, он умер в феврале 1856 года, незадолго до рождения внука, — именно в его честь последний получил имя. Отец Зигмунда, Якоб Фрейд, был женат дважды и от первого брака имел двоих сыновей — Филиппа и Эммануила (Эммануэля). Во второй раз он женился в возрасте 40 лет — на Амалии Натансон, которая была вдвое его моложе. Якоб Фрейд имел собственное скромное дело по торговле тканями. Во Фрайберге Зигмунд прожил первые три года жизни, пока в 1859 году последствия индустриальной революции в Центральной Европе не нанесли сокрушительный удар по небольшому бизнесу его отца, практически его разорив, — как, впрочем, и почти весь Фрайберг, оказавшийся в значительном упадке: после того, как завершилась реставрация находящейся поблизости железной дороги, город переживал период роста безработицы. В том же году у четы Фрейдов родилась дочь Анна.
Семья решилась на переезд и покинула Фрайберг, перебравшись в Лейпциг, где провела только год и, не добившись значительных успехов, переехала в Вену. Зигмунд достаточно тяжело пережил переезд из родного городка — особенно сильно на состоянии ребёнка сказалась вынужденная разлука с единокровным братом Филиппом, с которым он находился в тесных дружеских отношениях: Филипп отчасти даже заменял Зигмунду отца. Семья Фрейдов, находясь в тяжёлом финансовом положении, осела в одном из беднейших районов города — Леопольдштадте, в то время представлявшем собой своеобразное венское гетто, населённое бедняками, беженцами, проститутками, цыганами, пролетариями и евреями. Вскоре дела у Якоба начали налаживаться, и Фрейды смогли перебраться в более приемлемое для жилья место, хотя роскоши себе позволить не могли. В это же время Зигмунд всерьёз увлёкся литературой — любовь к чтению, привитую отцом, он сохранил на всю оставшуюся жизнь.
«Я был сыном родителей […], спокойно и комфортно живших в этом маленьком провинциальном гнёздышке. Когда мне исполнилось около трёх лет, отец разорился, и нам пришлось покинуть свою деревню и переехать в большой город. Последовала
череда долгих и трудных лет, из которых, как мне кажется, ничто не достойно воспоминания».
Первоначально, обучением сына занималась мать, но затем её сменил Якоб, очень хотевший, чтобы Зигмунд получил хорошее образование и поступил в частную гимназию. Домашняя подготовка и исключительные способности к учёбе позволили Зигмунду Фрейду в девятилетнем возрасте сдать вступительный экзамен и поступить в гимназию на год раньше положенного срока. К этому моменту в семье Фрейдов было уже восемь детей, и Зигмунд выделялся среди всех прилежностью и страстью к изучению всего нового; родители всецело поддерживали его и старались создать такую атмосферу в доме, которая бы способствовала успешной учёбе сына. Так, если остальные дети занимались при свечах, Зигмунду была выделена керосиновая лампа и даже отдельная комната. Чтобы ничто не отвлекало его, остальным детям было запрещено заниматься музыкой, которая мешала Зигмунду. Молодой человек серьёзно увлекался литературой и философией — читал Шекспира, Канта, Гегеля, Шопенгауэра, Ницше, знал в совершенстве немецкий язык, изучал греческий и латынь, бегло говорил на французском, английском, испанском и итальянском. Обучаясь в гимназии, Зигмунд показал отличные результаты и быстро стал первым учеником в классе, окончив обучение с отличием (summa cum laude) в возрасте семнадцати лет.

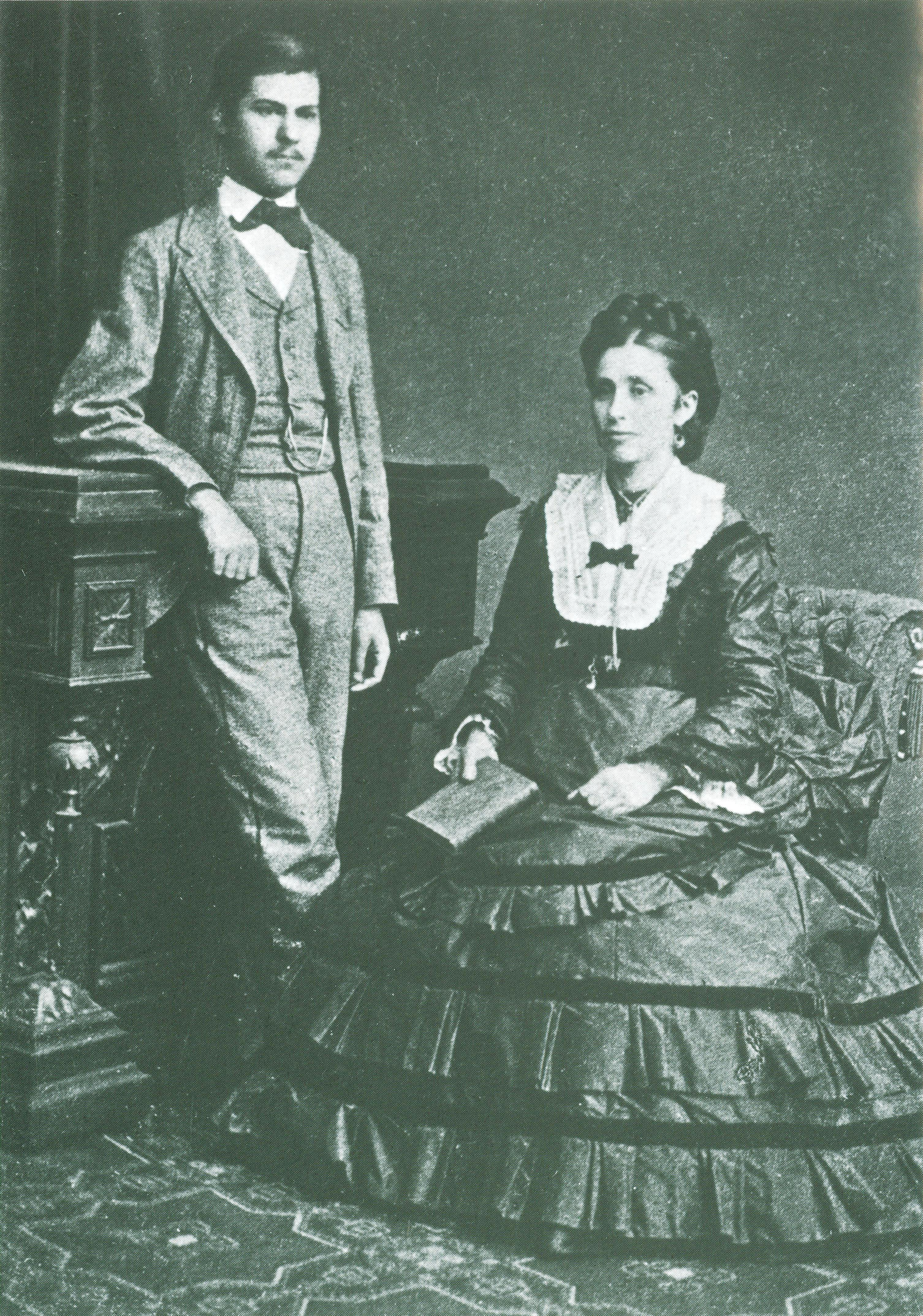
Фрейд с матерью Амалией (1872)

По окончании гимназии Зигмунд длительное время сомневался относительно будущей профессии — впрочем, его выбор был достаточно скуден вследствие его социального статуса и царивших тогда антисемитских настроений и ограничен коммерцией, промышленностью, юриспруденцией и медициной. Первые два варианта были сразу же отвергнуты молодым человеком по причине его высокой образованности, юриспруденция также отошла на второй план вместе с юношескими амбициями в сфере политики и военного дела. Импульс к принятию окончательного решения Фрейд получил со стороны Гёте — однажды услышав, как на одной из лекций профессор читает эссе мыслителя под названием «Природа», Зигмунд решил записаться на медицинский факультет, хотя к медицине он не испытывал ни малейшего интереса — впоследствии он неоднократно в этом признавался и писал: «Я не чувствовал никакой предрасположенности к занятиям медициной и профессии врача», а в поздние годы даже говорил, что в медицине никогда не чувствовал себя «как в своей тарелке», да и вообще настоящим врачом себя никогда не считал.

### Профессиональное становление
Осенью 1873 года семнадцатилетний Зигмунд Фрейд поступил на медицинский факультет Венского университета. Первый год обучения не был непосредственно связан с последующей специальностью и состоял из множества курсов гуманитарного характера — Зигмунд посещал многочисленные семинары и лекции, всё ещё окончательно не выбрав специальность по вкусу. На протяжении этого времени он испытывал множество трудностей, связанных со своей национальностью, — из-за царивших в обществе антисемитских настроений между ним и однокурсниками происходили многочисленные стычки. Стойко перенося регулярные насмешки и нападки сверстников, Зигмунд начал развивать в себе стойкость характера, способность давать достойный отпор в споре и умение противостоять критике: «С раннего детства меня заставили привыкнуть к уделу быть в оппозиции и находиться под запретом по „соглашению большинства“. Таким образом были заложены основы для определённой степени независимости в суждениях».
Зигмунд начал изучать анатомию и химию, но наибольшее удовольствие получал от лекций известного физиолога и психолога Эрнста фон Брюкке, который оказал на него значительное влияние. Помимо этого, Фрейд посещал занятия, которые вёл именитый зоолог Карл Клаус; знакомство с этим учёным открывало широкие перспективы для самостоятельной исследовательской практики и научной работы, к которой тяготел Зигмунд. Усилия амбициозного студента увенчались успехом, и в 1876 году он получил возможность осуществить первую исследовательскую работу в Институте зоологических исследований Триеста, одной из кафедр которого руководил Клаус. Именно там Фрейд написал первую статью, опубликованную Академией наук; она была посвящена выявлению половых различий у речных угрей. За время работы под руководством Клауса «Фрейд быстро выделился среди других учеников, что позволило ему дважды, в 1875 и 1876 годах, стать стипендиатом Института зоологических исследований Триеста».
Фрейд сохранял интерес к зоологии, однако после получения должности стипендиата-исследователя в Институте физиологии всецело попал под влияние психологических идей Брюкке и перешёл к нему в лабораторию для научной работы, оставив зоологические изыскания. «Под его [Брюкке] руководством студент Фрейд работал в Венском физиологическом институте, просиживая помногу часов за микроскопом. […] Он никогда не был так счастлив, как в годы, потраченные в лаборатории на изучение устройства нервных клеток спинного мозга животных». Научная работа полностью захватила Фрейда; он изучал, помимо прочего, детальную структуру животных и растительных тканей и написал несколько статей по анатомии и неврологии. Здесь же, в Физиологическом институте, в конце 1870-х Фрейд познакомился с врачом Йозефом Брейером, с которым у него завязались прочные дружеские отношения; оба они имели схожие характеры и общий взгляд на жизнь, потому быстро нашли взаимопонимание. Фрейд восхищался научными талантами Брейера и многому научился у него: «Он стал мне другом и помощником в трудных условиях моего существования. Мы привыкли разделять с ним все наши научные интересы. Из этих отношений, естественно, основную пользу извлекал я».
В 1879—1880 годах в течение года служил в армии в качестве лекаря. Помогал врачам при осмотре больных и др.
В 1881 году Фрейд сдал на отлично выпускные экзамены и получил учёную степень доктора, что, однако, не изменило его образ жизни, — он остался работать в лаборатории под началом Брюкке, надеясь в конечном счёте занять следующую вакантную должность и прочно связать себя с научной работой. Научный руководитель Фрейда, видя его амбиции и учитывая финансовые трудности, с которыми он сталкивался из-за бедности семьи, решил отговорить Зигмунда от продолжения исследовательской карьеры. В одном из писем Брюкке заметил: «Молодой человек, вы выбрали путь, ведущий в никуда. На кафедре психологии в ближайшие 20 лет вакансий не предвидится, а у вас недостаточно средств к существованию. Я не вижу иного решения: уходите из института и начинайте практиковать медицину». Фрейд внял совету своего учителя — в определённой степени этому способствовало то, что в этом же году он познакомился с Мартой Бернайс, влюбился в неё и решил на ней жениться; в связи с этим Фрейд нуждался в деньгах. Марта принадлежала к еврейской семье с богатыми культурными традициями — её дед, Исаак Бернайс, был раввином в Гамбурге, два его сына — Микаэл и Якоб — преподавали в Мюнхенском и Боннском университетах. Отец Марты, Берман Бернайс, работал секретарём у Лоренца фон Штейна.

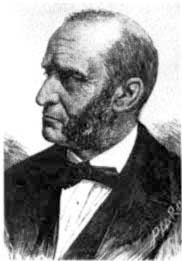
Эрнст фон Брюкке

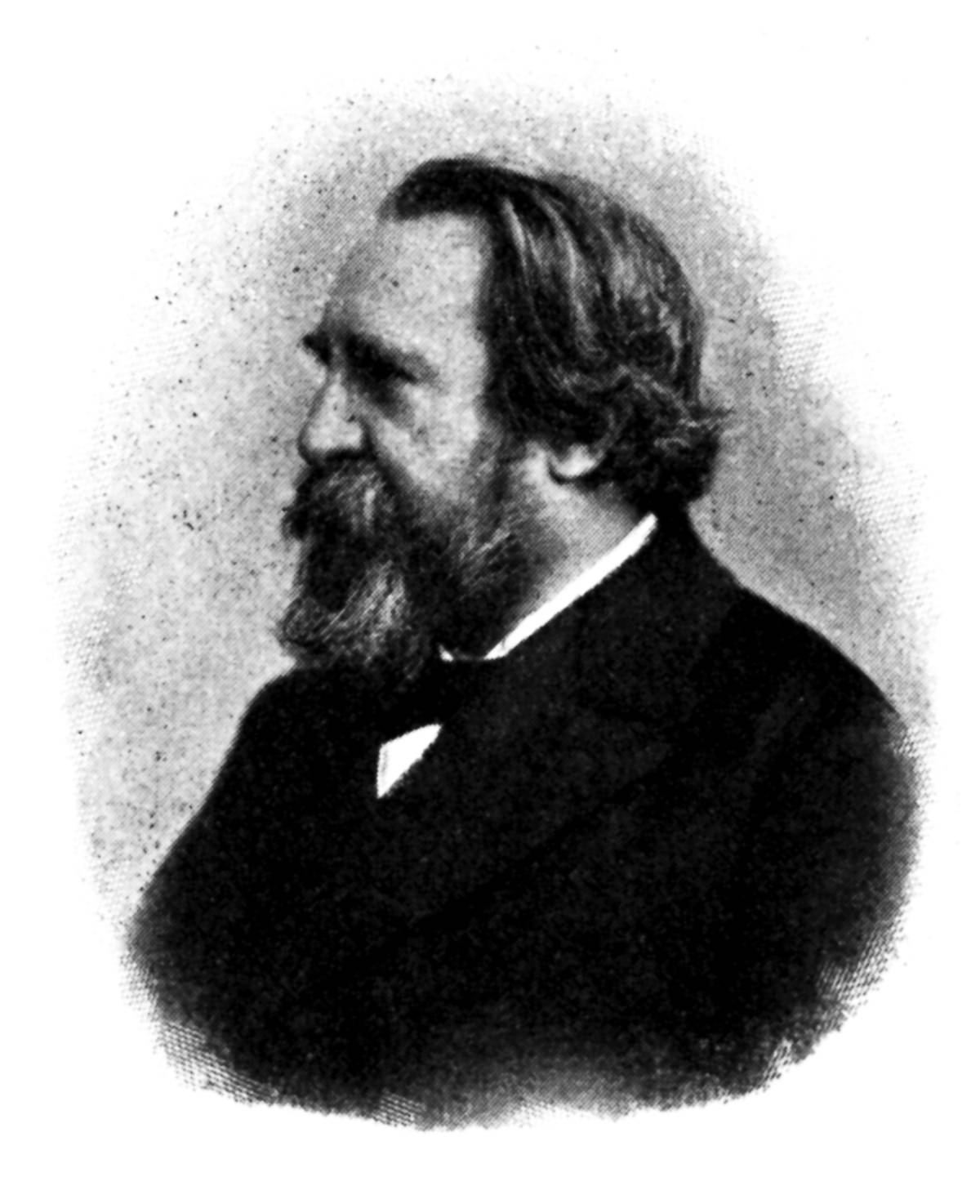
Теодор Мейнерт

Для открытия частной практики у Фрейда не было достаточного опыта — в Венском университете он приобрёл исключительно теоретические знания, тогда как клиническую практику необходимо было нарабатывать самостоятельно. Фрейд решил, что для этого лучше всего подходила Венская городская больница. Зигмунд начал с хирургии, но уже через два месяца оставил эту идею, найдя работу слишком утомительной. Решив сменить область деятельности, Фрейд переключился на неврологию, в которой смог достичь определённых успехов — изучая методы диагностики и лечения детей с параличом, а также различные нарушения речи (афазии), он опубликовал ряд работ на данные темы, которые стали известны в научных и медицинских кругах. Ему принадлежит термин «детский церебральный паралич» (ныне общепринятый). Фрейд приобрёл репутацию высококвалифицированного врача-невролога. При этом его увлечение медициной быстро сходило на нет, и на третьем году работы в Венской клинике Зигмунд окончательно в ней разочаровался.
В 1883 году он принял решение перейти на работу в психиатрическое отделение, возглавляемое Теодором Мейнертом, признанным научным авторитетом в своей области. Период работы под руководством Мейнерта был для Фрейда весьма продуктивным — исследуя проблемы сравнительной анатомии и гистологии, он опубликовал такие научные труды, как «Случай кровоизлияния в мозг с комплексом основных косвенных симптомов, связанных с цингой» (1884), «К вопросу о промежуточном расположении оливовидного тела», «Случай атрофии мускулов с обширной потерей чувствительности (нарушение болевой и температурной чувствительности)»
(1885), «Сложный острый неврит нервов спинного и головного мозга», «Происхождение слухового нерва», «Наблюдение сильной односторонней потери чувствительности у больного истерией» (1886). Кроме того, Фрейд писал статьи для «Общего медицинского словаря» и создал ряд других работ, посвящённых церебральной гемиплегии у детей и афазиям. Впервые в жизни работа захлестнула Зигмунда с головой и превратилась для него в истинную страсть. В то же время стремившийся к научному признанию молодой человек испытывал ощущение неудовлетворённости своим трудом, так как, по собственному представлению, действительно значительных успехов не достиг; психологическое состояние Фрейда стремительно ухудшалось, он регулярно пребывал в состоянии тоски и депрессии.
Непродолжительное время Фрейд работал в венерическом подразделении отделения дерматологии, где изучал связь заболевания сифилисом с болезнями нервной системы. Свободное время он посвящал лабораторным исследованиям. Стремясь как можно больше расширить свои практические навыки для дальнейшей самостоятельной частной практики, с января 1884 года Фрейд перешёл на отделение нервных болезней. Вскоре после этого в соседней с Австрией Черногории вспыхнула эпидемия холеры, и правительство страны обратилось за помощью в обеспечении медицинского контроля на границе — большинство старших коллег Фрейда вызвались добровольцами, а его непосредственный руководитель на тот момент находился в двухмесячном отпуске; из-за сложившихся обстоятельств в течение длительного времени Фрейд занимал должность главного врача отделения.

### Исследования кокаина
В 1884 году Фрейд прочёл об опытах некоего немецкого военного врача с новым препаратом — кокаином. В научных работах фигурировали заявления о том, что данное вещество способно повысить выносливость и значительно снизить утомляемость. Фрейд крайне заинтересовался прочитанным и решил провести ряд опытов на себе. Первое упоминание данного вещества учёным датировано 21 апреля 1884 года — в одном из писем Фрейд отмечал: «Я раздобыл немного кокаина и попробую испытать его воздействие, применив в случаях сердечных заболеваний, а также нервного истощения, в особенности при ужасном состоянии отвыкания от морфия». Действие кокаина произвело на учёного сильнейшее впечатление, препарат был охарактеризован им как эффективный анальгетик, дающий возможность проводить сложнейшие хирургические операции; восторженная статья о веществе вышла из-под пера Фрейда в 1884 году и получила название «О коке». Долгое время учёный использовал кокаин как обезболивающее средство, употребляя его самостоятельно и выписывая своей невесте Марте. Восхищённый «волшебными» свойствами кокаина Фрейд настоял на его использовании своим другом Эрнстом Флейшлем фон Марксовом, который был болен тяжёлым инфекционным заболеванием, перенёс ампутацию пальца и страдал сильнейшими головными болями (и к тому же страдал от морфиновой зависимости). В качестве лекарства от злоупотребления морфием Фрейд и посоветовал другу использовать кокаин. Желаемого результата достичь так и не удалось — фон Марксов впоследствии быстро пристрастился к новому веществу, и у него начались частые приступы, схожие с белой горячкой, сопровождавшиеся страшнейшими болями и галлюцинациями. В это же время со всех концов Европы начали поступать сообщения об отравлениях кокаином и привыкании к нему, о плачевных последствиях его употребления.
Однако энтузиазм Фрейда не уменьшался — он исследовал кокаин как анестезирующее средство при различных хирургических операциях. Итогом работы учёного стала объёмная публикация в «Центральном журнале общей терапии» о кокаине, в которой Фрейд изложил историю употребления листьев коки южноамериканскими индейцами, описал историю проникновения растения в Европу и подробно изложил результаты собственных наблюдений за эффектом, производимым употреблением кокаина. Весной 1885 года учёный прочёл лекцию, посвящённую данному веществу, в которой признал возможные негативные последствия от его употребления, но при этом отметил, что не наблюдал никаких случаев привыкания (это происходило до ухудшения состояния фон Марксова). Фрейд закончил лекцию словами: «Я, не колеблясь, советую применять кокаин в подкожных инъекциях по 0,3—0,5 грамма, не беспокоясь о его накапливании в организме». Критика не заставила себя ждать — уже в июне появились первые крупные работы, осуждающие позицию Фрейда и доказывающие её несостоятельность. Научная полемика относительно целесообразности применения кокаина продолжалась вплоть до 1887 года. В этот период Фрейд опубликовал ещё несколько работ — «К вопросу об изучении действия кокаина» (1885), «Об общем воздействии кокаина» (1885), «Кокаиномания и кокаинофобия» (1887).
К началу 1887 года наука окончательно развенчала последние мифы о кокаине — он «был публично осуждён как одно из бедствий человечества, наряду с опиумом и алкоголем». Фрейд, к тому моменту уже кокаинозависимый, вплоть до 1900 года страдал от головных болей, сердечных приступов и частых кровотечений из носа. Примечательно, что разрушительное воздействие опасного вещества Фрейд не только испытал на себе, но и невольно (поскольку на тот момент пагубность кокаинизма ещё не была доказана) распространил на многих знакомых. Этот факт его биографии Э. Джонс упорно скрывал и предпочитал не освещать, однако данная информация стала достоверно известна из опубликованных писем, в которых Джонс утверждал: «До того, как опасность наркотиков была определена, Фрейд уже представлял социальную угрозу, так как он толкал всех, кого знал, принимать кокаин».

### Зарождение психоанализа
В 1885 году Фрейд решил принять участие в проводимом среди младших врачей конкурсе, победитель которого получал право на научную стажировку в Париже у знаменитого врача-психиатра Жана Шарко. Помимо самого Фрейда, среди претендентов было немало подающих большие надежды врачей, и Зигмунд отнюдь не являлся фаворитом, о чём ему было прекрасно известно; единственным шансом для него была помощь влиятельных в академических кругах профессоров и учёных, с которыми он ранее имел возможность работать. Заручившись поддержкой Брюкке, Мейнерта, Лейдесдорфа (в его частной клинике для душевнобольных Фрейд непродолжительное время замещал одного из докторов) и ещё нескольких знакомых учёных, Фрейд выиграл конкурс, получив тринадцать голосов в свою поддержку против восьми. Шанс учиться под руководством Шарко был для Зигмунда большой удачей, он возлагал огромные надежды на будущее в связи с предстоящей поездкой. Так, незадолго до отъезда он с воодушевлением писал своей невесте: «Маленькая Принцесса, моя маленькая Принцесса. О, как это будет прекрасно! Я приеду с деньгами… Потом я отправлюсь в Париж, стану великим учёным и вернусь в Вену с большим, просто огромным ореолом над головой, мы тотчас же поженимся, и я вылечу всех неизлечимых нервнобольных».

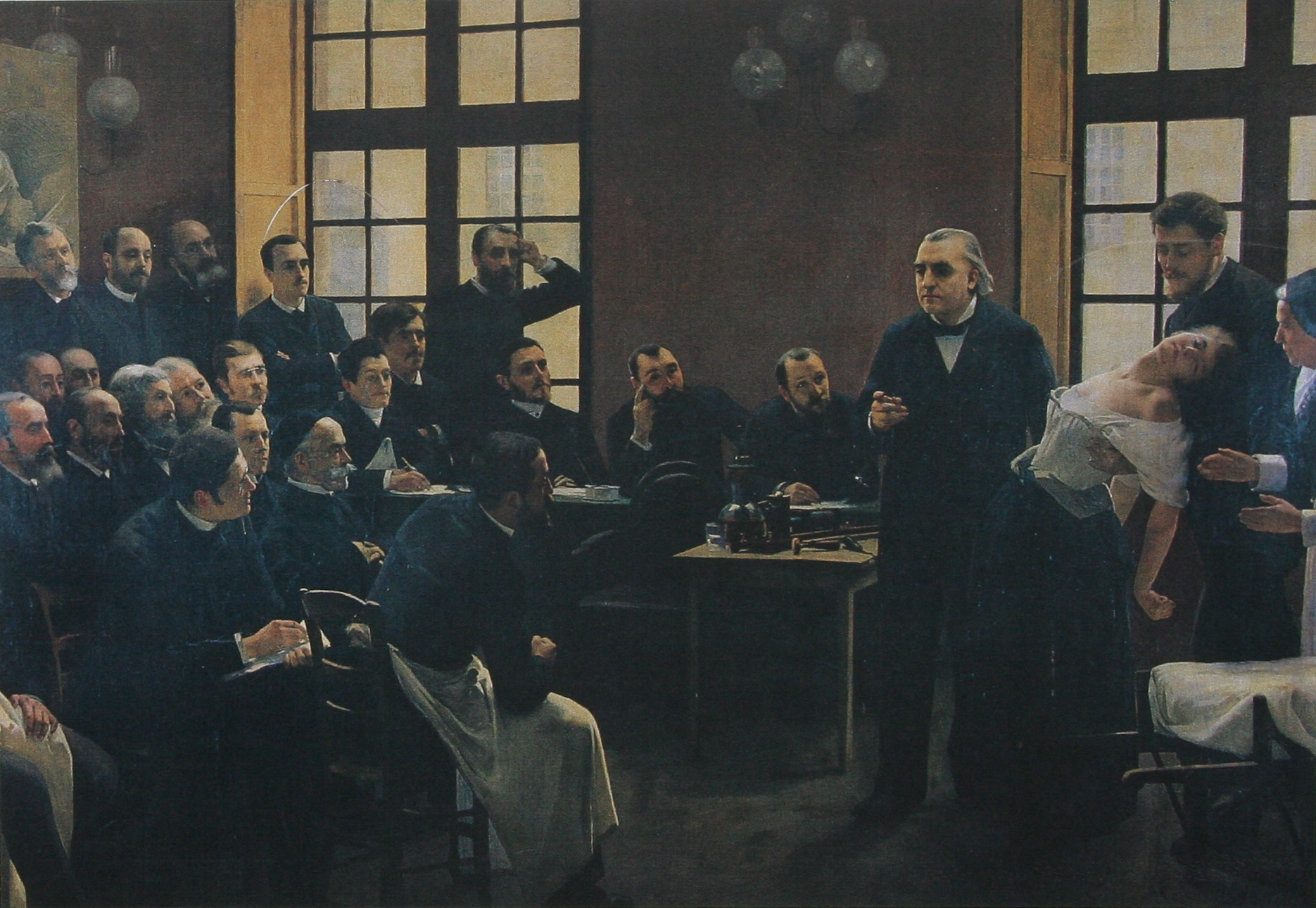
Ж. Шарко демонстрирует метод гипноза при работе с «истерической» пациенткой

Осенью 1885 года Фрейд прибыл в Париж к Шарко, который в то время находился в зените своей славы. Шарко изучал причины и лечение истерии. В частности, основным трудом невролога было исследование применения гипноза — использование данного метода позволяло ему как индуцировать, так и устранять такие истерические симптомы, как паралич конечностей, слепоту и глухоту. Под началом Шарко Фрейд работал в клинике Сальпетриер. Воодушевлённый методами работы Шарко и поражённый его клиническими успехами, он предложил свои услуги в качестве переводчика лекций своего наставника на немецкий язык, на что получил его разрешение.
В Париже Фрейд увлечённо занимался невропатологией, изучая различия между пациентами, пережившими паралич вследствие физической травмы, и теми, у которых симптомы паралича проявились по причине истерии. Фрейду удалось установить, что истерические пациенты сильно различаются по степени тяжести паралича и местам травм, а также выявить (не без помощи Шарко) наличие определённых связей между истерией и проблемами сексуального характера.
Оппонент Шарко в области гипноза, французский невролог Ипполит Бернхейм также оказал значительное влияние на Фрейда. В 1888 году Фрейд перевел книгу Бернхейма «О внушении и его применении в терапии» («On Suggestion and its Applications to Therapy»). В 1889 Фрейд посетил Бернхейма и присутствовал на его демонстрациях техники гипноза. Позже Фрейд писал: «Я был зрителем во время поразительных экспериментов Бернхейма с пациентами его больницы, и я был глубоко впечатлён мощью ментальных процессов, которые тем не менее остаются скрытыми от сознания человека». В дальнейшем Фрейд называл себя учеником Бернхейма, и именно из практики гипноза по Бернхейму в дальнейшем родился психоанализ Фрейда.
В конце февраля 1886 года Фрейд решил провести некоторое время в Берлине, получив возможность изучать детские болезни в клинике Адольфа Багинского, где и провёл несколько недель до возвращения в Вену.
13 сентября того же года Фрейд женился на своей возлюбленной Марте Бернайс, которая впоследствии родила ему шестерых детей — Матильду (1887—1978), Мартина (1889—1969), Оливера (1891—1969), Эрнста (1892—1966), Софи (1893—1920) и Анну (1895—1982). После возвращения в Австрию Фрейд начал работать в институте под руководством Макса Кассовица. Он занимался переводами и обзорами научной литературы, вёл частную практику, в основном работая с невротиками, что «неотлагательно ставило на повестку дня вопрос о терапии, который не был столь актуальным для учёных, занимавшихся научно-исследовательской деятельностью». Фрейд знал об успехах своего друга Брейера и возможностях успешного применения его катартического метода лечения неврозов (данный метод был открыт Брейером при работе с пациенткой Анной О, а в дальнейшем и повторно использовался совместно с Фрейдом и был впервые описан в «Исследованиях истерии»), но Шарко, остававшийся для Зигмунда непререкаемым авторитетом, весьма скептически относился к данной технике. Собственный опыт подсказывал Фрейду, что исследования Брейера были весьма перспективны; начиная с декабря 1887 года он всё чаще прибегал к использованию гипнотического внушения при работе с пациентами. Однако первых скромных успехов в этой практике он добился только спустя год, в связи с чем обратился к Брейеру с предложением работать совместно.

«Больными, которые к ним обращались, были главным образом женщины, страдавшие истерией. Болезнь проявлялась в различных симптомах — страхах (фобиях), потере чувствительности, отвращении к пище, раздвоении личности, галлюцинациях, спазмах и др. Применяя лёгкий гипноз (внушённое состояние, подобное сну), Брейер и Фрейд просили своих пациенток рассказывать о событиях, которые некогда сопровождали появление симптомов болезни. Выяснилось, что, когда больным удавалось вспомнить об этом и „выговориться“, симптомы хотя бы на какое-то время исчезали. <…> Гипноз ослаблял контроль сознания, а порой и совсем снимал его. Это облегчало загипнотизированному пациенту решение задачи, которую Брейер и Фрейд ставили, — „излить душу“ в рассказе о вытесненных из сознания переживаниях».
— Ярошевский М. Г. «Зигмунд Фрейд — выдающийся исследователь психической жизни человека»

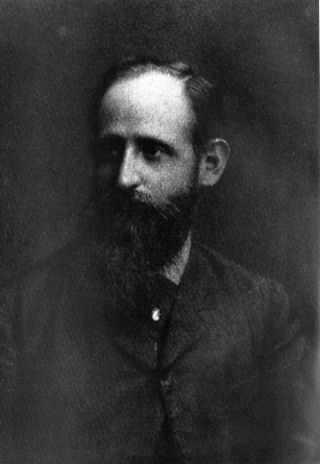
Доктор Йозеф Брейер, способствовавший зарождению психоанализа

В ходе работы с Брейером Фрейд постепенно начал осознавать несовершенность катарсического метода и гипноза в целом. На практике оказалось, что его эффективность далеко не столь высока, как утверждал Брейер, а в некоторых случаях лечение вовсе не приносило результата — в частности, гипноз был не в состоянии преодолеть сопротивление пациента, выражавшееся в подавлении травматических воспоминаний. Зачастую попадались пациенты, вообще не пригодные для введения в гипнотическое состояние, а состояние некоторых больных после сеансов ухудшалось. В период между 1892 и 1895 годами Фрейд начал поиски иного метода лечения, который был бы более эффективен, чем гипноз. Для начала Фрейд попробовал избавиться от необходимости применения гипноза, используя методическую хитрость — надавливание на лоб с целью внушения пациенту того, что он обязательно должен вспомнить ранее имевшие место в его жизни события и переживания. Основная задача, которую решал учёный, заключалась в том, чтобы получить искомые сведения о прошлом пациента в нормальном (а не гипнотическом) его состоянии. Использование накладывания ладони дало определённый эффект, позволив отойти от гипноза, но всё же оставалось несовершенной методикой, и Фрейд продолжал поиск решения проблемы.
Ответ на вопрос, который так занимал учёного, оказался совершенно случайно подсказан книгой одного из любимых писателей Фрейда, Людвига Бёрне. Его эссе «Искусство в три дня стать оригинальным писателем» заканчивалось словами: «Пишите всё, что вы думаете о самих себе, о ваших успехах, о турецкой войне, о Гёте, об уголовном процессе и его судьях, о ваших начальниках, — и через три дня вы изумитесь, как много кроется в вас совершенно новых, неведомых вам идей». Эта мысль подтолкнула Фрейда к использованию всего массива информации, который клиенты сообщали о себе в диалогах с ним, в качестве ключа к пониманию их психики.
Впоследствии метод свободных ассоциаций стал основным в работе Фрейда с пациентами. Многие больные сообщали о том, что давление со стороны врача — настойчивое принуждение к «проговариванию» всех приходящих на ум мыслей — мешает им сосредоточиться. Именно поэтому Фрейд отказался от «методической хитрости» с надавливанием на лоб и позволил своим клиентам говорить всё, что заблагорассудится. Суть техники свободных ассоциаций заключается в следовании правилу, согласно которому пациенту предлагается свободно, без утаивания высказывать свои мысли на предложенную психоаналитиком тему, не пытаясь при этом сосредоточиться. Таким образом, согласно теоретическим положениям Фрейда, мысль будет неосознанно двигаться в сторону того, что значимо (того, что беспокоит), преодолевая сопротивление вследствие отсутствия сосредоточенности. С точки зрения Фрейда, никакая появляющаяся мысль не является случайной — она всегда есть производное от процессов, происходивших (и происходящих) с пациентом. Любая ассоциация может стать принципиально важной для установления причин возникновения заболевания. Применение данного метода позволило полностью отказаться от использования гипноза на сеансах и, по словам самого Фрейда, послужило толчком к становлению и развитию психоанализа.
Итогом совместной работы Фрейда и Брейера стала публикация книги «Исследования истерии» (1895). Основной клинический случай, описываемый в данной работе — случай Анны О — дал толчок к возникновению одной из важнейших для фрейдизма идей — концепции трансфера (переноса) (данная идея впервые возникла у Фрейда, когда он размышлял над случаем Анны О, бывшей на тот момент пациенткой Брейера, заявившей последнему, что ждёт от него ребёнка и имитировавшей в состоянии невменяемости роды), а также лёг в основу появившихся позднее представлений об эдиповом комплексе и инфантильной (детской) сексуальности. Обобщая полученные в ходе сотрудничества данные, Фрейд писал: «Наши истеричные больные страдают воспоминаниями. Их симптомы являются остатками и символами воспоминаний об известных (травматических) переживаниях». Публикацию «Исследований истерии» многие исследователи называют «днём рождения» психоанализа. К моменту выхода труда в печать отношения Фрейда с Брейером окончательно прервались. Причины расхождения учёных в профессиональных взглядах по сей день остаются не до конца ясными; близкий друг Фрейда и его биограф Эрнест Джонс считал, что Брейер категорически не принимал мнение Фрейда о важной роли сексуальности в этиологии истерии, и это явилось основной причиной их разрыва.

### Ранний этап развития психоанализа
Многие уважаемые венские врачи — наставники и коллеги Фрейда — отвернулись от него вслед за Брейером. Заявление о том, что именно подавленные воспоминания (мысли, идеи) сексуального характера лежат в основе истерии, спровоцировало скандал и сформировало крайне негативное отношение к Фрейду со стороны интеллектуальной элиты. В это же время начала зарождаться многолетняя дружба учёного с Вильгельмом Флиссом, берлинским отоларингологом, который некоторое время посещал его лекции. Флисс вскоре стал очень близок Фрейду, отвергнутому академическим сообществом, утратившему старых друзей и отчаянно нуждавшемуся в поддержке и понимании. Дружба с Флиссом превратилась для него в подлинную страсть, способную сравниться с любовью к жене.
23 октября 1896 года умер Якоб Фрейд, чью смерть Зигмунд переживал особенно остро: на фоне охватившего Фрейда отчаяния и ощущения одиночества у него начал развиваться невроз. Именно по этой причине Фрейд решил применить анализ к самому себе, исследуя детские воспоминания при помощи метода свободных ассоциаций. Этот опыт заложил основы психоанализа. Ни один из прежних методов не был пригоден для достижения нужного результата, и тогда Фрейд обратился к изучению собственных сновидений. Самоанализ Фрейда был крайне болезненным и проходил весьма тяжело, однако оказался продуктивным и важным для его дальнейших изысканий:

«Все эти откровения [обнаруженные в себе любовь к матери и ненависть к отцу] в первый момент вызвали „такой интеллектуальный паралич, который я и предположить не мог“. Он не в состоянии работать; то сопротивление, которое он встречал прежде у своих пациентов, теперь Фрейд испытывает на своей собственной шкуре. Но „конкистадор-завоеватель“ не дрогнул и продолжил свой путь, результатом чего явились два фундаментальных открытия: роль сновидений и эдипов комплекс, основы и краеугольные камни теории Фрейда о человеческой психике».— Хосеп Рамон Касафонт. «Зигмунд Фрейд»

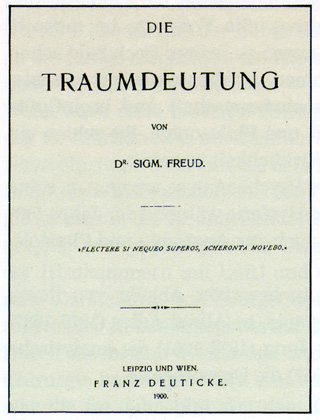
«Толкование сновидений» (1900), обложка первого издания. Лейпциг и Вена, издательство Франца Дойтике (Franz Deuticke)

В период с 1897 по 1899 годы Фрейд усиленно работал над произведением, которое впоследствии считал самым важным своим трудом, — «Толкованием сновидений» (1900, нем. Die Traumdeutung). Важную роль в подготовке книги к печати сыграл Вильгельм Флисс, которому Фрейд высылал написанные главы для оценки, — именно с подачи Флисса из «Толкования» были убраны многие детали. Сразу после выхода в свет книга не оказала сколько-нибудь значительного влияния на общественность и получила лишь незначительную известность. Психиатрическое сообщество вообще проигнорировало выпуск «Толкования сновидений». Важность этого труда для учёного на протяжении всей его жизни оставалась неоспоримой — так, в предисловии к третьему английскому изданию в 1931 году семидесятипятилетний Фрейд писал: «Эта книга <…> в полном соответствии с моими нынешними представлениями… содержит самое ценное из открытий, которые благосклонная судьба позволила мне совершить. Озарения подобного рода выпадают на долю человека, но только раз в жизни».
Согласно предположениям Фрейда, сновидения имеют явное и скрытое содержание. Явное содержание — это непосредственно то, о чём человек рассказывает, вспоминая свой сон. Скрытое же содержание является галлюцинаторным исполнением некоторого желания сновидца, маскирующегося определёнными визуальными картинами при активном участии Я, которое стремится обойти цензурные ограничения Суперэго, подавляющего это желание. Толкование сновидений, по Фрейду, заключается в том, что на основании свободных ассоциаций, которые отыскиваются к отдельным частям сновидений, можно вызвать определённые замещающие представления, открывающие путь к истинному (скрытому) содержанию сна. Таким образом, благодаря толкованию фрагментов сновидения воссоздаётся его общий смысл. Процесс толкования представляет собой «перевод» явного содержания сна в те скрытые мысли, которые его инициировали.
Фрейд высказал мнение, согласно которому образы, воспринимаемые сновидцем, являются результатом работы сновидения, выражающейся в смещении (несущественные представления обретают высокую ценность, изначально присущую другому явлению), сгущении (в одном представлении совпадает множество значений, образуемых через ассоциативные цепочки) и замещении (замена конкретных мыслей символами и образами), которые превращают скрытое содержание сновидения в явное. Мысли человека трансформируются в определённые образы и символы благодаря процессу наглядной и символической репрезентации — в отношении сновидения Фрейд это назвал первичным процессом. Далее эти образы преобразуются в некоторое осмысленное содержание (появляется сюжет сна) — так функционирует вторичная переработка (вторичный процесс). Впрочем, вторичная переработка может и не произойти — в таком случае сновидение превращается в поток странно переплетённых образов, становится обрывистым и фрагментарным.
«С 1902 года вокруг меня собрались несколько молодых врачей с определённым намерением изучать психоанализ, применять его на практике и распространять. <…> У меня собирались в определённые вечера, вели в установленном порядке дискуссии, старались разобраться в казавшейся странной новой области исследования и разбудить интерес к ней. <…>
Маленький кружок скоро разросся, неоднократно меняя состав в течение нескольких лет. В общем, я могу признаться, что по богатству и многообразию дарований он едва ли уступал штабу любого клинического преподавателя».
Несмотря на весьма прохладную реакцию научного сообщества на выход «Толкования сновидений», Фрейд постепенно начал формировать вокруг себя группу единомышленников, заинтересовавшихся его теориями и взглядами. Фрейда стали изредка принимать в психиатрических кругах, иногда используя его техники в работе; медицинские журналы начали публиковать рецензии на его труды. С 1902 года учёный регулярно принимал в своём доме заинтересованных в развитии и распространении психоаналитических идей врачей, а также художников и писателей. В 1902 году Фрейд защитил кандидатскую диссертацию по медицине и начал работать в сфере психологии на кафедре неврологии при Венском университете. Начало еженедельных собраний было положено одним из пациентов Фрейда — Вильгельмом Штекелем, который ранее успешно завершил у него курс лечения от невроза; именно Штекель в одном из писем предложил Фрейду встретиться у него в доме для обсуждения его работы, на что доктор ответил согласием, пригласив самого Штекеля и нескольких особо заинтересованных слушателей — Макса Кахане, Рудольфа Рейтера и Альфреда Адлера. Сформировавшийся клуб получил название «Психологическое общество по средам»; его собрания проводились вплоть до 1908 года. За шесть лет общество обзавелось достаточно большим количеством слушателей, состав которых регулярно менялся. Оно неуклонно набирало популярность: «Оказалось, что психоанализ постепенно пробудил к себе интерес и нашёл друзей, доказал, что имеются научные работники, готовые признать его». Так, членами «Психологического общества», получившими впоследствии наибольшую известность, были Альфред Адлер (член общества с 1902 года), Пауль Федерн (с 1903), Отто Ранк, Исидор Задгер (оба с 1906), Макс Эйтингон, Людвиг Бисвангер и Карл Абрахам (все с 1907), Абрахам Брилл, Эрнест Джонс и Шандор Ференци (все с 1908). 15 апреля 1908 года общество было реорганизовано и получило новое название — Венское психоаналитическое общество.
Время развития «Психологического общества» и роста популярности идей психоанализа совпало с одним из самых продуктивных периодов в творчестве Фрейда — в печать вышли его книги: «Психопатология обыденной жизни» (1901, где рассматривается один из немаловажных аспектов теории психоанализа, а именно оговорки), «Остроумие и его отношение к бессознательному» и «Три очерка по теории сексуальности» (обе 1905). Популярность Фрейда как учёного и практикующего врача неуклонно росла: «Частная практика Фрейда увеличилась так, что занимала всю рабочую неделю. Очень немногие его пациенты, как тогда, так и позднее, были жителями Вены. Большинство пациентов приезжали из Восточной Европы: России, Венгрии, Польши, Румынии и т. д.» Идеи Фрейда начали обретать популярность за рубежом — интерес к его трудам проявился особенно отчётливо в швейцарском городе Цюрихе, где с 1902 года психоаналитические концепции активно применялись в психиатрии Эйгеном Блейлером и его коллегой Карлом Густавом Юнгом, занимавшимися исследованиями шизофрении. Юнг, высоко ценивший идеи Фрейда и восхищавшийся им самим, в 1906 году опубликовал работу «Психология Dementia praecox», которая основывалась на его собственных разработках концепций Фрейда. Последний, получив от Юнга данную работу, достаточно высоко её оценил, и между двумя учёными завязалась переписка, продолжавшаяся почти семь лет. Фрейд с Юнгом впервые лично встретились в 1907 году — молодому исследователю сильно импонировал Фрейд, который, в свою очередь, считал, что Юнгу суждено стать его научным наследником и продолжить развитие психоанализа.

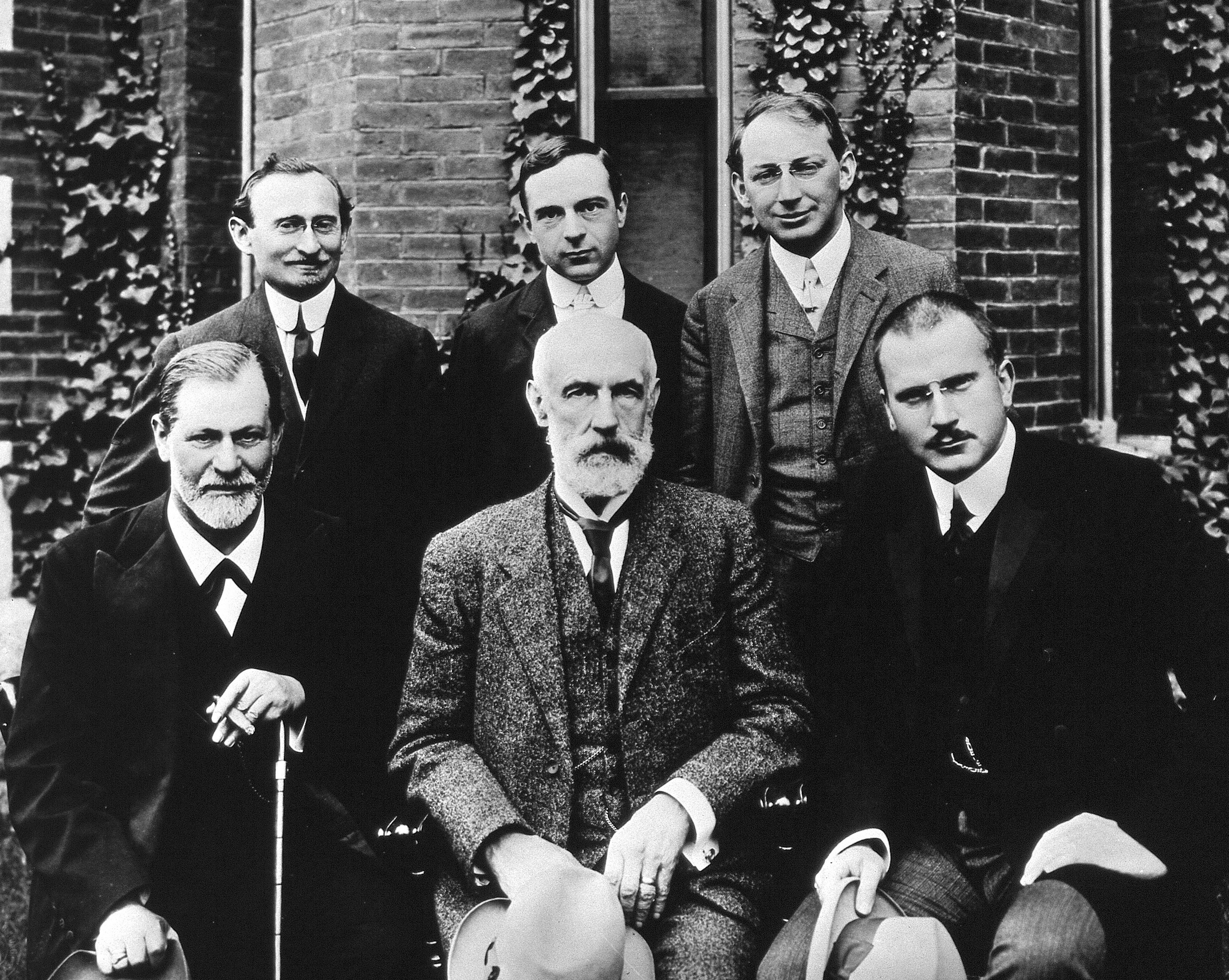
Фото на фоне Университета Кларка (1909). Слева направо: Верхний ряд: Абрахам Брилл, Эрнест Джонс, Шандор Ференци. Нижний ряд: Зигмунд Фрейд, Грэнвилл С. Холл, Карл Густав Юнг

В 1908 году состоялся официальный психоаналитический конгресс в Зальцбурге — достаточно скромно организованный, он занял всего один день, но был в действительности первым международным событием в истории психоанализа. Среди выступавших, помимо самого Фрейда, было 8 человек, представивших свои работы; встреча собрала всего лишь 40 с небольшим слушателей. Именно в ходе этого выступления Фрейд впервые представил один из пяти основных клинических случаев — историю болезни «Человека-крысы» (также встречается перевод «Человека с крысами»), или психоанализ невроза навязчивых состояний. Подлинным же успехом, открывшим психоанализу путь к международному признанию, стало приглашение Фрейда в США — в 1909 году Грэнвилл Стэнли Холл предложил ему прочесть курс лекций в Университете Кларка (Вустер, штат Массачусетс). Лекции Фрейда оказались восприняты с большим энтузиазмом и интересом, а учёный был награждён почётной степенью доктора. Всё больше пациентов со всего мира обращались к нему за консультациями. По возвращении в Вену Фрейд продолжил публиковаться, издав несколько работ, в том числе «Семейный роман невротиков» и «Анализ фобии пятилетнего мальчика». Воодушевлённые успешным приёмом в США и растущей популярностью психоанализа, Фрейд и Юнг решили организовать второй психоаналитический конгресс, состоявшийся в Нюрнберге 30—31 марта 1910 года. Научная часть конгресса прошла успешно, в отличие от неофициальной. С одной стороны, была учреждена Международная психоаналитическая ассоциация, но в то же время ближайшие соратники Фрейда начали разделение на противоборствующие группы.

### Раскол психоаналитического сообщества
Несмотря на разногласия внутри психоаналитического сообщества, Фрейд не прекращал собственной научной деятельности — в 1910 году он опубликовал «Пять лекций по психоанализу» (которые читал в университете Кларка) и несколько других небольших работ. В том же году из-под пера Фрейда вышла книга «Леонардо да Винчи. Воспоминание детства», посвящённая великому итальянскому художнику Леонардо да Винчи.
«Я считаю, что взгляды Адлера являются некорректными, а потому опасными для будущего развития психоанализа. Они являются научными ошибками, обусловленными ошибочными методами; однако это почтенные ошибки. Хотя и отвергая содержание взглядов Адлера, можно признать их логичность и важность».
После второго психоаналитического конгресса в Нюрнберге назревшие к тому моменту конфликты обострились до предела, положив начало расколу в рядах ближайших соратников и коллег Фрейда. Первым из ближнего круга Фрейда вышел Альфред Адлер, чьи разногласия с отцом-основателем психоанализа начались ещё в 1907 году, когда была опубликована его работа «Исследование неполноценности органов», вызвавшая негодование многих психоаналитиков. К тому же Адлера сильно беспокоило то внимание, которое Фрейд уделял своему протеже Юнгу; в связи с этим Джонс (характеризовавший Адлера как «мрачного и придирчивого человека, поведение которого колеблется между сварливостью и угрюмостью») писал: «Любые несдерживаемые детские комплексы могли находить выражение в соперничестве и ревности за его [Фрейда] благосклонность. Требование быть „любимым ребёнком“ имело также важный материальный мотив, так как экономическое положение молодых аналитиков большей частью зависело от тех пациентов, которых Фрейд мог к ним направить». Из-за предпочтений Фрейда, делавшего основную ставку на Юнга, и честолюбия Адлера отношения между ними стремительно портились. Адлер при этом постоянно ссорился с другими психоаналитиками, отстаивая приоритетность своих идей.
Фрейд и Адлер разошлись во взглядах по ряду положений. Во-первых, Адлер считал стремление к власти главным мотивом, определяющим поведение человека, в то время как Фрейд отводил основную роль сексуальности. Во-вторых, акцент в исследованиях личности Адлером ставился на социальном окружении человека — Фрейд же уделял наибольшее внимание бессознательному. В-третьих, Адлер считал эдипов комплекс фабрикацией, а это полностью противоречило идеям Фрейда. Впрочем, отвергая основополагающие для Адлера идеи, основатель психоанализа признавал их важность и частичную обоснованность. Несмотря на это, Фрейд был вынужден изгнать Адлера из психоаналитического общества, повинуясь требованиям остальных его участников. Примеру Адлера последовал его ближайший соратник и друг Вильгельм Штекель.
«Может оказаться, что мы переоцениваем Юнга и его труды в будущем. Перед публикой он выглядит неблагоприятно, отворачиваясь от меня, то есть от своего прошлого. Но в целом моё суждение по этому вопросу очень сходно с вашим. Я не ожидаю какого-либо немедленного успеха, а предчувствую непрестанную борьбу. Всякий, кто обещает человечеству освобождение от тяжести секса, будет приветствоваться как герой, и ему будет позволено нести любую чепуху, которая ему заблагорассудится».
Непродолжительное время спустя круг ближайших соратников Фрейда покинул и Карл Густав Юнг — их отношения были окончательно испорчены расхождениями в научных взглядах; Юнг не принимал положение Фрейда о том, что подавления всегда объясняются сексуальными травмами, и к тому же активно интересовался мифологическими образами, спиритическими феноменами и оккультными теориями, что сильно раздражало Фрейда. Более того, Юнг оспаривал одно из основных положений фрейдовской теории: он считал бессознательное не индивидуальным феноменом, а наследием предков — всех людей, когда-либо живших в мире, то есть рассматривал его как «коллективное бессознательное». Юнг не принимал и взглядов Фрейда на либидо: если для последнего данное понятие означало психическую энергию, основополагающую для проявлений сексуальности, направленной на различные объекты, то для Юнга либидо было просто обозначением общего напряжения. Окончательный разрыв между двумя учёными произошёл после публикации Юнгом «Символов трансформации» (1912), в которых критиковались и оспаривались основные постулаты Фрейда, и оказался крайне болезненным для них обоих. Помимо того, что Фрейд потерял очень близкого друга, сильным ударом для него стали расхождения во взглядах с Юнгом, в котором он первоначально видел преемника, продолжателя развития психоанализа. Свою роль сыграла и потеря поддержки всей цюрихской школы — с уходом Юнга психоаналитическое движение лишилось ряда талантливых учёных.
В 1913 году Фрейд окончил длительную и очень сложную работу над фундаментальным трудом «Тотем и табу». «Со времени написания „Толкования сновидений“ я не работал над чем-либо с такой уверенностью и подъёмом», — писал он об этой книге. Помимо прочего, работа, посвящённая психологии первобытных народов, рассматривалась Фрейдом как один из крупнейших научных контраргументов цюрихской школе психоанализа во главе с Юнгом: «Тотем и табу», по мнению автора, должен был окончательно отделить его ближайшее окружение от диссидентов. О последних Фрейд впоследствии писал следующее:

«Оба регрессирующих, уходящих от психоанализа движения [„индивидуальная психология“ Адлера и „аналитическая психология“ Юнга], которые мне теперь приходится сравнивать, обнаруживают и сходство в том, что с помощью возвышенных принципов, словно с точки зрения предвечного, они отстаивают выгодные для них предрассудки. У Адлера эту роль играют относительность всякого познания и право личности индивидуально при помощи художественных средств распоряжаться научным материалом. Юнг вопит о культурно-историческом праве молодёжи сбросить с себя оковы, которые пожелала наложить на неё тираническая старость, оцепеневшая в своих воззрениях».
— Зигмунд Фрейд. «Очерк истории психоанализа»
Разногласия и ссоры с бывшими соратниками чрезвычайно утомляли учёного. В итоге (по предложению Эрнеста Джонса) он принял решение создать организацию, основными целями которой были бы сохранение фундаментальных основ психоанализа и защита личности самого Фрейда от агрессивных нападок оппонентов. Фрейд с большим энтузиазмом принял предложение об объединении доверенного круга аналитиков; в письме Джонсу он признавался: «Моим воображением немедленно завладела ваша мысль о создании секретного совета, составленного из лучших и пользующихся наибольшим доверием среди нас людей, которые станут заботиться о дальнейшем развитии психоанализа, когда меня не станет…». Общество появилось на свет 25 мая 1913 года — помимо Фрейда, в него вошли Ференци, Абрахам, Джонс, Ранк и Сакс. Чуть позже по инициативе самого Фрейда к группе присоединился Макс Эйтингон. Существование сообщества, получившего название «Комитет», держалось в тайне, его действия не афишировались.

### Война и послевоенные годы

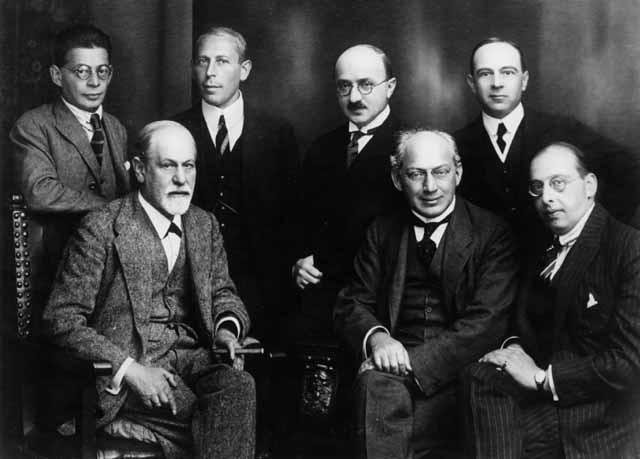
«Комитет» в полном составе (1922); слева направо стоят:
Отто Ранк, Карл Абрахам, Макс Эйтингон, Эрнест Джонс
сидят: Зигмунд Фрейд, Шандор Ференци, Ганс Сакс

Началась Первая мировая война, и Вена пришла в упадок, что закономерным образом сказалось на практике Фрейда. Экономическое положение учёного стремительно ухудшалось, в результате чего у него развилась депрессия. Новообразованный Комитет оказался последним кругом единомышленников в жизни Фрейда: «Мы стали последними соратниками, которых ему когда-либо суждено было иметь», — вспоминал Эрнест Джонс. Фрейд, испытывавший финансовые затруднения и располагавший достаточным количеством свободного времени вследствие уменьшившегося количества пациентов, возобновил научную деятельность: «<…> Фрейд замкнулся в себе и обратился к научной работе. <…> Наука олицетворяла его труд, его страсть, его отдых и являлась спасительным средством от внешних невзгод и внутренних переживаний». Последующие годы стали для него весьма продуктивными — в 1914 году из-под его пера вышли работы «„Моисей“ Микеланджело», «К введению в нарциссизм» и «Очерк по истории психоанализа». Параллельно Фрейд трудился над серией эссе, которые Эрнест Джонс называет самыми глубокими и важными в научной деятельности учёного, — это «Влечения и их судьба», «Вытеснение», «Бессознательное», «Метапсихологическое дополнение к учению о сновидениях» и «Печаль и меланхолия».
В тот же период Фрейд вернулся к использованию ранее оставленного понятия «метапсихология» (впервые этот термин был использован в письме Флиссу от 1896 года). Оно стало одним из ключевых в его теории. Под словом «метапсихология» Фрейд понимал теоретический фундамент психоанализа, а также специфический подход к изучению психики. По мнению учёного, психологическое объяснение может считаться законченным (то есть «метапсихологическим») только в том случае, когда оно устанавливает наличие конфликта или связи между уровнями психики (топография), определяет количество и тип затраченной энергии (экономика) и соотношение сил в сознании, которые могут быть направлены на совместную работу или же противостоять друг другу (динамика). Год спустя увидела свет работа «Метапсихология», объясняющая основные положения его учения.
С окончанием войны жизнь Фрейда изменилась только в худшую сторону — отложенные на старость деньги он был вынужден истратить, пациентов стало ещё меньше, одна из дочерей — София — умерла от гриппа. Тем не менее, научная деятельность учёного не прекращалась — им были написаны работы «По ту сторону принципа удовольствия» (1920), «Психология масс» (1921), «Я и Оно» (1923). В апреле 1923 года у Фрейда обнаружили опухоль нёба; операция по её удалению прошла неудачно и едва не стоила учёному жизни. Впоследствии ему пришлось пережить ещё 32 операции. Вскоре рак начал распространяться, и Фрейду удалили часть челюсти — с этого момента он пользовался крайне болезненным, оставлявшим незаживающие раны протезом, в дополнение ко всему ещё и мешавшим говорить. Наступил самый мрачный период в жизни Фрейда: он больше не мог выступать с лекциями, поскольку слушатели его не понимали. До самой смерти о нём заботилась дочь Анна: «Именно она ездила на конгрессы и конференции, где зачитывала подготовленные отцом тексты выступлений». Череда горестных для Фрейда событий продолжалась: в возрасте четырёх лет от туберкулёза умер его внук Гейнеле (сын покойной Софии), а спустя некоторое время скончался близкий друг Карл Абрахам; Фрейдом начали овладевать печаль и горе, всё чаще стали появляться в его письмах слова о собственной приближающейся кончине.

### Последние годы жизни и смерть

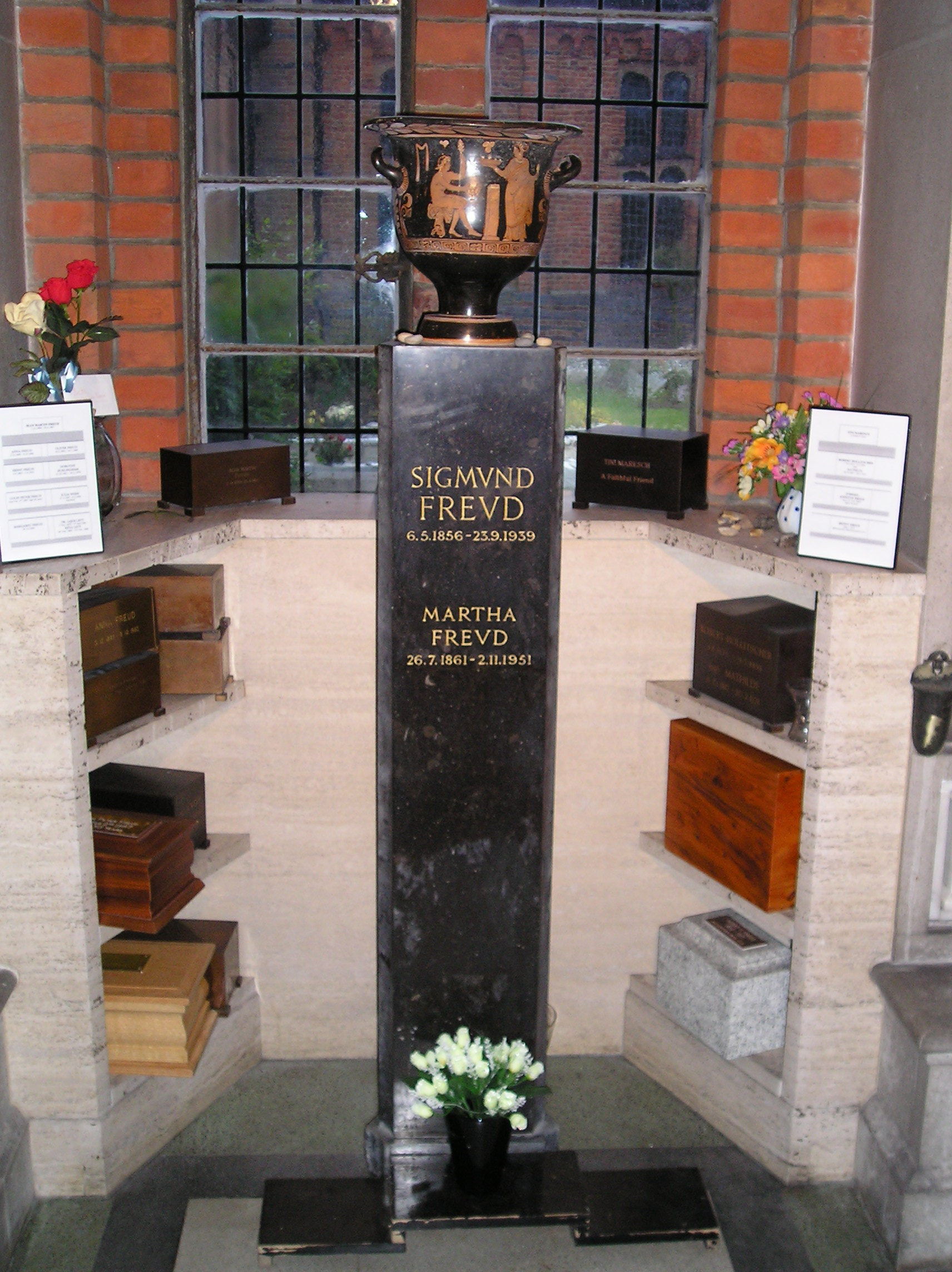
Ваза, в которой захоронен прах Зигмунда и Марты Фрейд

Летом 1930 года Фрейд был удостоен премии Гёте за весомый вклад в науку и литературу, что принесло учёному большое удовлетворение и способствовало распространению психоанализа в Германии. Однако это событие оказалось омрачено очередной утратой: в возрасте девяноста пяти лет от туберкулёза умерла мать Фрейда Амалия. Самые страшные испытания для учёного только начинались — в 1933 году рейхсканцлером Германии был назначен Адольф Гитлер, и государственной идеологией стал национал-социализм. Новой властью был принят ряд дискриминационных законов, направленных против евреев, а книги, противоречившие нацистской идеологии, уничтожались. Наряду с трудами Гейне, Маркса, Манна, Кафки и Эйнштейна под запрет попали и работы Фрейда. Психоаналитическая ассоциация была распущена по приказу правительства, многие её члены подверглись репрессиям, а фонды были конфискованы. Многие соратники Фрейда настойчиво предлагали ему покинуть страну, но он наотрез отказывался.
В 1938 году, после присоединения Австрии к Германии и последовавших за этим гонений на евреев со стороны нацистов, положение Фрейда значительно осложнилось. После ареста дочери Анны и допроса в гестапо Фрейд принял решение покинуть Третий рейх и уехать в Англию. Осуществить задуманное оказалось непросто: в обмен на право покинуть страну власти потребовали внушительную сумму денег, которой Фрейд не располагал. Учёному пришлось прибегнуть к помощи влиятельных друзей, чтобы получить разрешение на эмиграцию. Так, его давний друг Уильям Буллит, в то время посол США во Франции, ходатайствовал за Фрейда перед президентом Франклином Рузвельтом. К прошениям также присоединился германский посол во Франции граф фон Вельчек. Общими усилиями Фрейд получил право на выезд из страны, но вопрос «долга германскому правительству» оставался нерешённым. Разрешить его Фрейду помогла его давняя подруга (а также пациентка и ученица) — принцесса Мари Бонапарт, ссудившая необходимые средства. Фрейд, его жена Марта и дочь Анна уехали из Вены на Восточном Экспрессе 4 июня 1938. Однако гитлеровцы не выпустили всех четырёх сестёр Фрейда, которых позже убили в концлагерях Терезиенштадт и Треблинка.
Летом 1939 года Фрейд особенно сильно страдал от прогрессирующей болезни. Учёный обратился к ухаживавшему за ним доктору Максу Шуру, напомнив о данном ранее обещании помочь умереть. Поначалу Анна, не отходившая ни на шаг от больного отца, воспротивилась его желанию, но вскоре согласилась. 23 сентября Шур ввёл Фрейду дозу морфия, достаточную для прерывания жизни ослабленного болезнью старика. В три часа утра Зигмунд Фрейд умер. Тело учёного было кремировано в Голдерс-Грин, а прах помещён в древнюю этрусскую вазу, подаренную Фрейду Мари Бонапарт. Ваза с прахом учёного стоит в мавзолее Эрнеста Джорджа (англ. Ernest George Mausoleum) в Голдерс-Грине. В ночь на 1 января 2014 года неизвестные пробрались в крематорий, где стояла ваза с прахом Марты и Зигмунда Фрейдов, и разбили её. После этого смотрители крематория перенесли вазу с прахом супругов в более надёжное место.

## Основные идеи
Фрейд построил оригинальную для своего времени структурную модель психики человека. В ходе многочисленных клинических наблюдений он предположил наличие противостояния между влечениями, в результате которых социально детерминированные запреты ограничивают проявление биологических побуждений. Фрейд разработал концепцию психической организации, выделив три структурных элемента личности: «Оно» (или «Ид», нем. Das es), «Я» (или «Эго», нем. Ego) и «Сверх-Я» (или «Супер-Эго», нем. Das Über-Ich). «Оно», согласно фрейдовской концепции, обозначает неизвестную силу, управляющую поступками человека и служащую основой для двух других проявлений личности, содержащую энергию для них. «Я» — это, по сути, и есть личность человека, олицетворение его разума, «Я» осуществляет контроль над всеми процессами, проходящими в психике индивидуума, и его основная функция заключается в поддержании взаимосвязи между инстинктами и действиями. «Сверх-Я» является психической инстанцией, которая включает «родительский авторитет, самонаблюдение, идеалы, совесть — в метафорическом значении „Сверх-Я“ выступает в качестве внутреннего голоса, цензора, судьи».
Фрейд описал психосексуальные фазы развития человека. В наиболее общем смысле под термином «психосексуальное развитие» понимается «движение ребёнка от инфантильных способов удовлетворения влечений к более зрелым, позволяющим в конечном итоге вступить в сексуальный контакт с человеком противоположного пола». Психосексуальное развитие чрезвычайно важно для становления личности — именно в ходе прохождения всех его этапов закладываются предпосылки будущих сексуальных, эмоциональных и коммуникативных проблем. Фрейдом было выделено пять таких стадий: оральная, анальная, фаллическая, латентная и генитальная.
Основой для всей психоаналитической теории Фрейда послужила концепция эдипова комплекса, суть которой заключается в обозначении амбивалентного отношения ребёнка к своим родителям; сам термин характеризует проявление человеком бессознательных влечений, в которых любовь граничит с ненавистью к родителям. В понимании Фрейда мальчик эротически привязан к матери и стремится обладать ею, а отца воспринимает как соперника и преграду для осуществления данного желания (у девочки ситуация обратна и носит название «Комплекс Электры»). Эдипов комплекс развивается в возрасте трёх — шести лет, и его успешное разрешение (идентификация с родителем одного пола, или «идентификация с агрессором») принципиально важно для ребёнка. Разрешение («разрушение») комплекса ведёт к переходу от фаллической стадии развития к латентной и является фундаментом для образования «Сверх-Я»; авторитет родителей, таким образом, «перемещается» вовнутрь психики — разрешённый эдипов комплекс становится основным источником чувства вины (которым «Сверх-Я» воздействует на «Я») и одновременно знаменует окончание периода инфантильной сексуальности индивидуума.
Также Фрейд описал психологические защитные механизмы. По Фрейду, защита — это психологический механизм противостояния тревоге, который, в отличие от конструктивных действий, направленных на решение проблемной ситуации, искажает или отрицает реальность, отмечают Фрейджер и Фейдимен. Защитные механизмы относятся к «Я» человека, которому приходится противостоять массе разнообразных угроз со стороны внешнего мира и желаниям «Оно», которые сдерживаются «Сверх-Я»; Фрейд отводил значительную роль их исследованиям, но попыток классифицировать их не предпринимал — это взяла на себя его дочь Анна, в работе «Я и защитные механизмы» (1936) систематизировавшая ранее описанные учёным психические феномены. Фрейд описал следующие защитные механизмы: вытеснение, проекцию, замещение, рационализацию, реактивное образование, регрессию, сублимацию и отрицание.
Краеугольным камнем в теории Фрейда была разработка концепции бессознательного — части психики человека, по объёму, содержанию и принципам функционирования отличающейся от сознания. В топографической теории бессознательное считается одной из систем психического аппарата. После появления трёхкомпонентной модели сознания («Оно», «Я» и «Сверх-Я») бессознательное выражается исключительно при помощи прилагательного, то есть отражает психическое качество, в равной степени свойственное каждой из трёх структур психики. Основные черты бессознательного, согласно Фрейду, заключаются в следующем: содержание бессознательного является репрезентацией влечений; содержание бессознательного регулируется первичными процессами, в частности, сгущением и смещением; подпитываемые энергией влечений, содержания бессознательного стремятся вернуться в сознание, проявившись в поведении (возвращение вытесненного содержания), однако фактически появиться в предсознании могут исключительно в искажённом цензурой «Сверх-Я» виде; в бессознательном очень часто подвергаются фиксации детские желания.
Одним из основных инструментов психоаналитика в работе с пациентом является разработанный Фрейдом метод свободных ассоциаций. Свободные ассоциации — это высказывания, основанные на произвольном изложении любых мыслей относительно чего бы то ни было. Одноимённый метод лежит в основе психоанализа и является одним из основных его приёмов. В психоанализе свободные ассоциации рассматриваются в качестве сигнала о наличии идей или фантазий, которые не могут быть осознаны человеком без аналитической помощи психолога, поскольку находятся в предсознании. Любая ассоциация может стать принципиально важной для установления причин возникновения заболевания. Применение данного метода позволило полностью отказаться от применения гипноза на сеансах и, по словам самого Фрейда, послужило толчком к становлению и развитию психоанализа.
Другой важнейший инструмент психоаналитика в его работе представлен техникой толкования сновидений. Толкование сновидений — это процесс раскрытия смысла и значения снов, направленный на расшифровку их бессознательного содержания. Согласно представлению Фрейда, сновидения представляют собой психические явления, которые являются отражением чего-то существующего в душе человека, о чём сам сновидец не догадывается; таким образом, индивид никогда не осознаёт истинный смысл своего сновидения. Работа психоаналитика, соответственно, сводится к тому, чтобы раскрыть перед человеком этот смысл. Построением свободных ассоциаций к отдельным частям сновидения человек раскрывает его истинную сущность, бессознательно ориентируясь на его реальное содержание. Процесс толкования заключается в переводе явного содержания сновидения (то есть его сюжета) в скрытое содержание.
Не менее важным для психоаналитической терапии является открытое Фрейдом явление трансфера и контр-трансфера. Трансфер — явление, наблюдаемое во взаимоотношениях двух людей и проявляющееся в перенесении чувств и привязанностей друг на друга. В процессе психоанализа трансфер характеризуется как смещение бессознательных представлений, желаний, влечений, стереотипов мышления и поведения с одного индивидуума на другого, при этом опыт прошлого становится моделью взаимодействия в настоящем. Под термином «контр-трансфер», соответственно, понимается обратный трансферу процесс, а именно перенесение аналитиком на своего клиента эмоционального отношения к человеку из своего прошлого.

## Наследие

### Идейные предшественники Фрейда
На развитие психоаналитической концепции Фрейда существенное влияние оказали множество различных учёных и исследователей. В первую очередь исследователи отмечают воздействие эволюционной теории Чарльза Дарвина, биогенетического закона Эрнста Геккеля, «катартического метода» Йозефа Брейера и теории Жана Шарко о воздействии гипноза для лечения истерии. Множество идей Фрейд почерпнул из трудов Готфрида Лейбница (в частности, из его учения о монадах — мельчайших духовно-психических частицах), Карла Густава Каруса (а именно предположение о том, что бессознательная психическая деятельность проявляется через переживания и сны), Эдуарда Гартмана и его «Философии бессознательного», Иоганна Фридриха Гербарта (утверждавшего, что определённые человеческие влечения могут быть вытеснены за порог сознания) и Артура Шопенгауэра (выделявшего «волю к жизни», которую Фрейд обозначил как Эрос). Значительное влияние на формирование взглядов Фрейда оказал немецкий философ и психолог Теодор Липпс, посвятивший несколько работ бессознательным психическим процессам. Психоанализ подвергся и воздействию идей Густава Фехнера — из его разработок берут начало концепции принципа удовольствия, психической энергии, а также интерес к изучению агрессии.
Помимо этого, Фрейд находился под влиянием идей Фридриха Ницше, Франца Брентано и многих именитых учёных — к примеру, Эрнста Брюкке. Множество оригинальных для своего времени концепций, сейчас традиционно ассоциируемых с именем Фрейда, на самом деле являлись частично заимствованными — например, бессознательное как область психики исследовали Гёте и Шиллер; один из элементов психической организации — «Оно» — был заимствован Фрейдом у немецкого врача Георга Гроддека; теория эдипова комплекса — навеяна произведением Софокла «Царь Эдип»; метод свободных ассоциаций родился не в качестве самостоятельной методики, а в ходе переработки подхода Йозефа Брейера; идея о толковании сновидений также не была нова — первые представления об их символизме высказывал ещё Аристотель.

### Критика
На Западе психоанализ Фрейда уже при самом своём появлении подвергся критике, в частности феноменологически ориентированными авторами, таких как К. Ясперс, А. Кронфельд, К. Шнайдер, Г.-Й. Вайтбрехт и многие другие. Первоначально неприятие концепции Фрейда европейскими психиатрами было решительным и повсеместным — за немногими исключениями, как, например, Э. Блейлер и В. П. Сербский. Школу Фрейда большинство психиатров считало маргинальной сектой, занимающейся психотерапией неврозов, само понятие которых представлялось фантомом — недифференцированной сборной группой соматоневрологических расстройств, пограничных с нормой. Однако в 1909 началось «завоевание» учением Фрейда США, а после Второй мировой войны — и немецкой психиатрии. В США пик популярности фрейдистского психоанализа пришёлся на послевоенные десятилетия, после того, как в Штаты эмигрировали европейские психоаналитики, спасавшиеся от преследований. Ученики Фрейда оказывали огромное влияние на преподавание и практику психиатрии и в значительной степени подготовили первую (1952) и вторую (1968) редакции Диагностического и статистического руководства по психическим расстройствам (DSM). Психиатрическая практика в значительной степени переместилась из госпиталей в кабинеты психоаналитиков (если в 1940 году в госпиталях работало две трети американских психиатров, то в 1956 году — только 17 %). Но затем клинические исследования, показавшие низкую эффективность разговорных психоаналитических сессий, и распространение медикаментозного лечения депрессивных и тревожных состояний, привели к снижению авторитета психоанализа. Третья редакция DSM (1980) была лишена каких-либо следов теорий Фрейда.
К. Ясперс относился с безусловным уважением к Фрейду как личности и учёному и признавал значительный вклад его теорий в науку, но считал психоаналитическое направление исследований непродуктивной вульгаризацией идей Шопенгауэра и Ницше, «порождением мифотворческих фантазий», а само движение психоанализа — сектантским. Высоко оценивая отдельные частные гипотезы Фрейда и собранный им эмпирический материал, Ясперс тем не менее указывал на фантастичность многих его обобщений. Ясперс называл психоанализ «популярной психологией», позволяющей обывателю легко объяснить что угодно. Фрейдизм для К. Ясперса, так же как и марксизм, — суррогат веры. По мнению Ясперса, «психоанализ несёт значительную долю ответственности за общее снижение духовного уровня современной психопатологии».
Э. Крепелин также негативно относился к фрейдизму, утверждая:

На основании разностороннего опыта я утверждаю, что продолжительные и настойчивые расспросы больных об их интимных переживаниях, а также обычное сильное подчеркивание половых отношений и связанные с этим советы могут повлечь за собой самые неблагоприятные последствия.— Крепелин, Э. Введение в психиатрическую клинику
Известные антропологи Маргарет Мид, Рут Бенедикт, Кора Дюбуа и Франц Боас собрали данные, опровергающие утверждение об универсальности таких основных фрейдовских понятий, как либидо, инстинкты разрушения и смерти, врождённые инфантильные сексуальные стадии и эдипов комплекс. Ряд этих концепций был подвергнут экспериментальной проверке, в результате чего выявили, что они ошибочны. Роберт Сирс, рассматривая эти экспериментальные данные в своей работе «Обзор объективных исследований психоаналитических понятий», сделал заключение:

Согласно критериям физических наук, психоанализ не является подлинной наукой… <…> Психоанализ основывается на методах, которые не позволяют повторить наблюдения, не обладают самоочевидностью, или денотативной валидностью, и несут на себе в некоторой степени отпечаток субъективных предубеждений наблюдателя. Когда такой метод используется для открытия психологических факторов, которые должны обладать объективной валидностью, он оказывается совершенно несостоятельным.
Психоанализ подвергся гонениям в Германии с приходом нацистов к власти и очень скоро оказался в подобном положении на территории СССР (хотя непродолжительное время теории Фрейда были там достаточно популярны). Психоанализ как научное направление в психологии появился в России ещё до 1917 года, его последователи выпускали собственный научный журнал, среди сторонников учения Фрейда были видные члены Российской академии наук. В Петрограде была организована специальная аналитическая группа для детей с невротическими расстройствами, к концу десятилетия успешно функционировали учебный институт, амбулаторная клиника и экспериментальная школа, основанные на психоаналитических принципах. Труды Фрейда активно переводились на русский язык. Одно из столичных высших учебных заведений занималось подготовкой психоаналитиков. Однако к середине 1920-х годов психоанализ оказался вытеснен из среды официальной науки. Наиболее остро противоречия между сторонниками и противниками Фрейда проявились в ходе дискуссии о возможности объединения психоанализа с марксизмом:

«Объектом критики в ходе этих дебатов часто становился не сам Фрейд, а различные толкователи и интерпретаторы его идей. <…> Поэтому, чтобы составить обвинение против психоанализа, было совсем не трудно найти любое количество глуповатых идей, выдававшихся за фрейдистские, — например, утверждение некого аналитика (цитировавшееся в ходе одной из советских полемических кампаний против Фрейда) о том, что коммунистический лозунг „Пролетарии всех стран, соединяйтесь!“ на самом деле является неосознанным проявлением гомосексуальности. Столь же грубые и упрощённые трактовки встречались и в сфере литературной критики, где психоанализ, казалось, мало чего смог добиться помимо поиска фаллических символов. Но ведь понятно, что такую сложную и многостороннюю теорию, как психоанализ, надо оценивать по её лучшим, а не худшим, проявлениям».— Фрэнк Бреннер. «Бесстрашная мысль: Психоанализ в Советском Союзе»
С 1930-х годов с точки зрения официальной советской психологической науки Фрейд стал «преступником № 1». Этому в значительной степени способствовала личная неприязнь к психоанализу Иосифа Сталина. В Советском Союзе теории Фрейда отныне понимались исключительно «как грязные слова, ассоциирующиеся с сексуальной развращённостью». Для официальной идеологии фрейдизм был неприемлем ещё по одной причине: психоанализ рассматривал индивида изолированно, не учитывая его связи с обществом. Итог конфронтации был весьма печален: «Уже в 1930 году всякая активность советского психоаналитического движения была остановлена, и с этого момента упоминать фрейдистскую теорию разрешалось лишь в плане осуждения. Как и очень многие другие перспективные культурные тенденции, вызванные самой революцией, психоанализ был вырван с корнем и уничтожен сталинским террором».
Однако критика психоанализа была обусловлена не только политическими причинами. После смерти Фрейда в 1939 году горячие споры вокруг психоанализа и самого учёного не прекратились — напротив, они разгорелись с новой силой. Противоречивость в оценках вклада Фрейда в науку наблюдается и по сей день. Биолог и нобелевский лауреат Питер Медавар охарактеризовал психоанализ как «самое грандиозное интеллектуальное мошенничество двадцатого века». Философ науки Карл Поппер критически отзывался об учении Фрейда. Поппер утверждал, что теории психоанализа не обладают предсказательной силой и что невозможно поставить такой эксперимент, который бы мог их опровергнуть (то есть психоанализ нефальсифицируем); следовательно, эти теории псевдонаучны. Эрик Кандел, несмотря на ряд заслуг основоположника психоанализа, считал, что основным недостатком его учения является то, что оно изначально противоречило научной эмпирической методологии: «Поэтому не удивительно, что во многом теория Фрейда впоследствии не подтвердилась, а некоторые положения теоретического психоанализа до сих пор остаются непроверенными». Помимо Карла Поппера и Эрика Кандела, идеи Фрейда критиковали Фредерик Крюс и Адольф Грюнбаум, отмечавшие недостаточность эмпирического базиса психоанализа и непроверяемость основных его положений; учёные называли фрейдизм построенным на спекулятивных рассуждениях и «озарениях».
Так, А. Грюнбаум указывал, что прочный терапевтический успех, на котором основывается утверждение Фрейда об этиологической доказательности метода свободных ассоциаций, никогда не имел места в действительности, что вынужден был признать Фрейд и в начале, и в самом конце своей карьеры, а временные терапевтические результаты вполне объяснимы не подлинной эффективностью этого метода, но эффектом плацебо. «Не слишком ли это просто, чтобы быть истиной — то, что некто может уложить психически озабоченного субъекта на кушетку и выявить этиологию её или его заболевания с помощью свободной ассоциации? Сравнительно с выяснением причин основных соматических заболеваний это выглядит почти чудом, если только истинно», — пишет А. Грюнбаум. Он отмечает, что за всё прошедшее столетие не было показано большей эффективности лечения психоанализом в сравнении с контрольной группой таких же пациентов, чьи вытеснения не были сняты. Грюнбаум подвергает сомнению эффективность метода свободных ассоциаций в определении причин как невротических симптомов, так и сновидений или ошибок и оговорок (и называет объединение первых, вторых и третьих, благодаря которому создаётся впечатление «похвальной всеохватываемости центральной теории вытеснения», «псевдо-объединением» и «сомнительной унификацией»). Он упоминает, что, согласно данным тщательных исследований, так называемые «свободные ассоциации» в действительности не свободны, но зависят от едва заметных подсказок психоаналитика пациенту и потому не могут надёжно ручаться за содержание предполагаемых вытеснений, которые ими якобы снимаются.
Научное наследие Фрейда было подвергнуто критике со стороны Эриха Фромма, считавшего, что учёный, находясь под влиянием «буржуазного материализма», «не мог представить себе психические силы, не имевшие физиологического источника — отсюда обращение Фрейда к сексуальности». Фромм также скептически относился к выдвинутой Фрейдом структуре личности человека («Оно», «Я» и «Сверх-Я»), считая её иерархической — то есть отрицающей возможность свободного существования человека, не находящегося под гнётом общества. Признавая заслугу учёного в изучении бессознательного, Фромм находил взгляд Фрейда на данный феномен чересчур узким — согласно отцу-основателю психоанализа, конфликт между бытием и мышлением суть конфликт между мышлением и инфантильной сексуальностью; Фромм считал подобное умозаключение ошибочным, критикуя само понимание сексуальности Фрейдом, который игнорировал её как возможный продукт импульсов, обусловленных социально-экономическими и культурными факторами. Другой важный «столп» психоаналитической теории — концепция эдипова комплекса — тоже был раскритикован Фроммом:

«Фрейд допустил ошибку, объяснив привязанность мальчика к матери через сексуальность. Тем самым Фрейд неправильно истолковал своё открытие, не понял, что привязанность к матери — одна из глубочайших эмоциональных связей (не обязательно сексуальных), коренящихся в подлинном (гуманистическом) существовании человека. Другой аспект „эдипова комплекса“, заключающийся во враждебном отношении сына к отцу, также был неправильно истолкован Фрейдом, который рассматривал данный конфликт как сексуальный, в то время как его истоки лежат в природе патриархального общества»: «Другая часть Эдипова комплекса, то есть враждебное соперничество с отцом, достигающее кульминации в желании убить его, также является верным наблюдением, которое, однако не обязательно должно быть связано с привязанностью к матери. Фрейд придает всеобщую значимость черте, характерной только для патриархального общества. В патриархальном обществе сын подчиняется воле отца; он принадлежит отцу, и его судьба определяется отцом. Чтобы быть наследником отца — то есть в более широком смысле добиться успеха — он должен не только угождать отцу, он должен покоряться ему и заменять свою волю волей отца. Как известно, угнетение приводит к ненависти, к желанию освободиться от угнетателя и в конечном счете уничтожить его. Эта ситуация ясно прослеживается, например, когда старый крестьянин как диктатор управляет своим сыном, женой, пока не умрет. Если это происходит не скоро, если сын, достигнув возраста 30, 40, 50 лет, всё ещё должен принимать верховенство отца, тогда он действительно будет ненавидеть его как угнетателя. В наши дни эта ситуация в значительной степени смягчена: отец обычно не владеет собственностью, которую мог бы унаследовать сын, поскольку продвижение молодых людей во многом зависит от их способностей, и лишь в редких случаях, например, при владении частным бизнесом, долголетие отца удерживает сына в подчиненном положении. Тем не менее такое положение возникло не очень давно, и мы можем с полным правом сказать, что в течение нескольких тысячелетий внутри патриархального общества происходил конфликт между отцом и сыном, основанный на контроле отца за сыном и желанием сына освободиться от этого диктата. Фрейд увидел этот конфликт, но не понял, что это — черта патриархального общества, а истолковал его как сексуальное соперничество между отцом и сыном».— Лейбин В. М. «Открытия и ограниченность теории Фрейда»
Эрих Фромм, по сути, подверг критике каждый значительный аспект фрейдистской теории, включая концепции трансфера, нарциссизма, характера и толкования сновидений. Фромм утверждал, что психоаналитическая теория была адаптирована к потребностям буржуазного общества, «концентрация на проблемах секса в действительности уводила от критики общества и, таким образом, носила отчасти реакционный политический характер. Если в основе всех психических расстройств лежит неспособность человека решить свои сексуальные проблемы, то отпадает всякая необходимость критического анализа экономических, социальных и политических факторов, стоящих на пути развивающейся индивидуальности. С другой стороны, политический радикализм стали рассматривать как своеобразный признак невроза, тем более что Фрейд и его последователи образцом психически здорового человека считали либерального буржуа. Левый или правый радикализм стали объяснять последствиями невротических процессов вроде Эдипова комплекса, и в первую очередь невротическими объявлялись политические убеждения, отличные от взглядов либерального среднего класса».
Доктор философии Роберт Кэрролл в книге «Словарь скептика» критиковал психоаналитическую концепцию бессознательного, хранящего память о травмах детства, как противоречащую современным представлениям о работе имплицитной памяти: «Психоаналитическая терапия во многих отношениях основана на поиске того, что, вероятно, не существует (подавленные детские воспоминания), предположении, которое, вероятно, ошибочно (что детский опыт является причиной проблем пациентов), и на терапевтической теории, которая почти не имеет шансов быть верной (что перевод подавленных воспоминаний в сознание есть существенная часть курса лечения)».
Лесли Стивенсон, философ, почётный лектор Сент-Эндрюсского университета, подробно рассматривавший концепции Фрейда в книге «Десять теорий о природе человека» (англ. Ten Theories of Human Nature, 1974), отмечал, что сторонники фрейдизма могут «без труда в уничижительном ключе проанализировать мотивацию его критиков» — то есть списать на бессознательное сопротивление любые попытки усомниться в истинности разделяемой ими концепции. По сути, фрейдизм представляет собой замкнутую систему, нейтрализующую любые свидетельства, говорящие о фальсификациях, и может быть воспринят как идеология, принятие которой обязательно для каждого психоаналитика. Эмпирическая верификация психоаналитической концепции Фрейда — практически невыполнимая задача по ряду причин: во-первых, последствия травматического детства далеко не всегда поддаются устранению; во-вторых, «правильная» теория может дать плохие результаты при «неправильном» её применении в клинической практике; в-третьих, критерии излечения от невротических заболеваний чётко не определены. Стивенсон также отмечает:

«Психоанализ — это скорее не набор научных гипотез, должных проходить эмпирическую проверку, а в первую очередь способ понимания людей, усмотрения смысла их поступков, ошибок, шуток, снов и невротических симптомов. […] Многие фрейдовские концепции можно рассматривать как дополнение к обычным способам понимания людьми друг друга в терминах повседневных понятий — любви, ненависти, страха, тревоги, соперничества и т. п.. И в опытном психоаналитике можно увидеть того, кто обрёл глубокое интуитивное понимание пружин человеческой мотивации и овладел искусством интерпретации действий этих многоразличных сложных механизмов в конкретных ситуациях, независимо от теоретических взглядов, которых он придерживается».— Стивенсон Л. «Десять теорий о природе человека»
Серьёзной критике подверглась и сама личность Фрейда. В частности, его упрекали в «ненаучности», утверждали, что его клинические исследования были зачастую ошибочными, а он сам проявлял сексизм. Помимо этого, учёного обвиняли в подведении психологической основы под практически любое заболевание — вплоть до аллергии или астмы. Неоднократно критиковалось применение методов психоанализа к литературным произведениям: интерпретация художественных текстов с позиций фрейдистской теории, по мнению ряда исследователей, стоит на «ложном и ошибочном» допущении, согласно которому на бумаге выражаются бессознательные мысли и желания автора, а многие литературные герои есть не что иное, как проекции психики их создателя. Некоторые оппоненты Фрейда называли его не учёным, а гениальным драматургом, «Шекспиром XX века», «в придуманных которым драмах борются злодей („Оно“), герой („Сверх-Я“) и всё крутится вокруг секса».
Согласно исследованиям Американской ассоциации психоаналитиков, несмотря на то, что во многих гуманитарных науках психоанализ широко распространён, факультеты психологии (по крайней мере, на территории США) относятся к нему лишь как к историческому артефакту. Ряд авторов отмечают, что с научной точки зрения учение Фрейда мертво и как теория развития, и как терапевтическая техника: эмпирических доказательств прохождения человеком стадий психосексуального развития так и не было получено, также не было получено доказательств того, что трансферы и катарсисы являются причинами эффективности психоаналитической терапии. Никаких доказательств того, что психоанализ является более продуктивным методом лечения, чем иные формы психотерапии, также на данный момент нет. Профессор медицинского отделения Гарвардского университета Дрю Вестерн (англ. Drew Western), к примеру, называет фрейдовскую теорию архаичной и устаревшей.
Исследованием учения Фрейда занимался также известный психолог Г. Ю. Айзенк. Он пришёл к выводам, что убедительной экспериментальной поддержки фрейдовских теорий не появилось. Айзенк отмечал, что в течение длительного времени «превосходство психоанализа просто предполагалось на основе псевдонаучных аргументов без каких-либо объективных доказательств», а случаи из практики, описанные Фрейдом, не являются такими доказательствами, поскольку то, что заявлялось им как «излечение», в действительности излечением не было. В частности, знаменитый «человек волков», вопреки утверждениям об этом, вовсе не был излечен, так как на самом деле симптомы его расстройства сохранялись в последующие 60 лет жизни больного, на протяжении которых он постоянно лечился. Безуспешным было лечение и «человека крыс». Сходная ситуация и с известным случаем «излечивания» Брейером Анны О.: в действительности, как показали историки, диагноз истерии, выставленный больной, был ошибочным — женщина страдала туберкулёзным менингитом и долгое время находилась в госпитале с симптомами этого заболевания.
На основании многих исследований Айзенк приходит к заключению, что ремиссия без лечения («спонтанная ремиссия») развивается у невротических больных так же часто, как и излечение после психоанализа: около 67 % больных с серьёзными симптомами выздоравливали в течение двух лет. Исходя из того, что психоанализ не эффективней, чем плацебо, Айзенк делает вывод, что сама теория, лежащая в его основе, неверна, а также что «совершенно неэтично назначать его больным, брать с них за это деньги или обучать терапевтов такому неэффективному методу». Кроме того, Айзенк приводит данные, что психоанализ может оказывать и негативное действие на пациентов, ухудшать их психологическое и физическое состояние.

### Влияние и значение идей Фрейда
Исследователи отмечают, что влияние идей Фрейда на западную цивилизацию XX века было глубоким и прочным, — Ларри Хьелл (доктор психологии, доцент Университета штата Нью-Йорк) и Дэниел Зиглер (доктор психологии, декан Высшей школы университета Вилланова) отмечают, что «во всей истории человечества очень немногие идеи оказали столь широкое и мощное воздействие». По мнению указанных авторов, к основным заслугам учёного стоит отнести создание первой развёрнутой теории личности, разработку системы клинических наблюдений (основанных на собственном анализе и терапевтическом опыте), формирование оригинального метода лечения невротических расстройств, которые невозможно исследовать никаким иным образом. Роберт Фрейджер (доктор философии, основатель и президент Института трансперсональной психологии) и Джеймс Фейдимен (доктор философии, преподаватель в университете Сан-Франциско и Стэнфордском университете) называют научные взгляды Фрейда радикальными и новаторскими для своего времени, утверждая, что идеи учёного и по сей день продолжают оказывать значимое влияние на психологию, медицину, социологию, антропологию, литературу и искусство. Фрейджер и Фейдимен отмечают, что ряд открытий Фрейда — к примеру, признание важности сновидений и обнаружение энергии бессознательных процессов — на данный момент являются общепризнанными, хотя многие другие аспекты его теории активно критикуются. Исследователи делают вывод: «Вне зависимости от времени, Фрейд — это фигура в психологии, с которой следует считаться».
Известный российский психолог Михаил Ярошевский также придерживался мнения, что работы Фрейда определили направление развития психологии в XX столетии, а психотерапия его времени усвоила уроки учёного, «отбирая в них всё будоражащее творческую мысль». Карлос Немировский, врач-психиатр, член Ассоциации психоанализа Буэнос-Айреса и Международной ассоциации психоанализа, называет Фрейда неустанным исследователем, энтузиастом, далёким от конформизма, и пишет: «Сегодня мы можем дополнять, оспаривать или менять акценты в наследии Фрейда, но всё-таки его метод — его подход к исследованиям — продолжает существовать лишь с незначительными изменениями». Французский психоаналитик Андре Грин, в свою очередь, утверждает: «Никакой ортодоксальный последователь Фрейда, хотя и внёсший значительный вклад в науку, не в состоянии предложить что-либо принципиально новое».
Один из ярчайших последователей учёного, французский психолог и философ Жак Лакан, характеризовал учение Фрейда как «коперниковский переворот». Соратник и ученик Фрейда Шандор Ференци, описывая влияние учёного на медицину, писал: «Как ни странно, но до Фрейда исследователи считали почти безнравственным рассмотрение сексуальных проблем и психологической стороны любовных отношений»; именно это привело Фрейда к переосмыслению практики и теории терапии, полностью провалившейся в попытках лечения неврозов. Ференци отмечал, что важнейшее достижение учёного — это создание специфического языка и техники для исследования бессознательного, помогающих в процессе толкования сновидений и невротических, психотических симптомов в обыденной жизни. Подобно Лакану, Ференци называет открытия Фрейда «великим переворотом», сравнивая их с внедрением в медицину методов перкуссии, рентгенологии, бактериологии и химии. Исследователь заканчивает статью словами: «Фрейд взорвал строгую демаркационную границу между науками о природе и духе. <…> Влияние Фрейда на медицину оказало глубокое воздействие на развитие этой науки. Возможно, что стремление к её развитию существовало и раньше, но фактическое осуществление потребовало появления личности такой значимости, как Фрейд».
Российский философ Сергей Мареев предположил, что фрейдизм допустимо рассматривать как одну из трёх основных, наряду с марксизмом и христианством, систем мировоззрения XX века; Мареев пишет, что влияние Фрейда по большей части проявилось в психологии и философии. По мнению исследователя, вклад Фрейда в философию заключается в выдвижении принципиально нового утверждения, гласящего, что «душевная жизнь человека вовсе не есть поток впечатлений и реакций, а содержит в себе некую субстанцию, некую константу, которая не только не поддаётся влиянию внешних впечатлений, а, наоборот, изнутри их определяет, придавая им такое значение, которое совершенно необъяснимо ни из настоящего, ни из прошлого опыта». Таким образом, объясняет Мареев, Фрейд оспорил доминирующее в эмпирической науке представление о душе как нематериальном начале — соответственно, отец-основатель психоанализа вернул понятию «душа» строго научный смысл (хотя и частично заново сформированный); как следствие, данное понятие вышло за рамки одной только философии, к которой было ранее отнесено учёными-эмпириками.
Другой отечественный исследователь, психолог Людмила Обухова, пишет, что главный секрет огромного влияния Фрейда заключается в разработанной им динамической теории развития личности, доказавшей, что «для развития человека главное значение имеет другой человек, а не предметы, которые его окружают». Ссылаясь на Джеймса Уотсона, Обухова заметила, что Фрейд значительно опережал своё время и (наравне с Чарльзом Дарвином) «разрушил узкие, ригидные границы здравого смысла своего времени и расчистил новую территорию для изучения человеческого поведения». Е. П. Корякина отмечает значительное влияние Фрейда на развитие культурологической мысли в XX веке — основной вклад учёного в данной области заключается в создании оригинальной концепции культуры, согласно которой все культурные ценности есть продукт сублимации, или, другими словами, процесса подчинения культурой энергии «Оно» и перенаправления её с сексуальных целей на духовные (художественные). Корякина пишет: «Культура, в понимании психоаналитической теории, основана на принуждении и запрете влечений, она есть механизм подавления первичных желаний, угрожающих обществу, она направляет инстинкты, в том числе и агрессивность, в иное русло, и именно поэтому культура, с точки зрения Фрейда, является источником психического нездоровья индивида».
Фрейд оказал существенное влияние на эволюцию теорий личности — его взгляды на развитие человека, объединённые в рамках психоанализа, до сих пор остаются хорошо известными в психологии. Немногие идеи в истории человеческой цивилизации имели столь широкое и глубокое влияние, как фрейдовские. Популярность концепций Фрейда продолжает расширяться и проникать в различные научные сферы. Как заметил Джером Неу (доктор философии, профессор Калифорнийского университета в Санта-Крус), «у Фрейда ещё есть чему поучиться». Американский психиатр, нейробиолог и профессор биохимии Эрик Кандел, награждённый в 2000 году Нобелевской премией по физиологии или медицине, писал, что несмотря на недостатки теории Фрейда, он заслуженно признаётся учёным внёсшим «огромный вклад в формирование современных представлений о психике», а его учение и в XXI веке «остаётся, пожалуй, самым влиятельным и связным комплексом представлений о психической деятельности». К наибольшим заслугам венского психоаналитика Кандел относит то, что динамическая интроспективная психология Фрейда стала основанием современной когнитивной психологии. Кроме того, его три основополагающие идеи остались актуальными и «легли в основу современной науки о мозге». Психика человека по большей части состоит из бессознательных процессов и явлений, а сознание контролирует лишь её незначительную часть. Инстинкты — прежде всего агрессивной и половой жизнедеятельности — являются сходными с инстинктами утоления голода и жажды; представляют собой имманентную часть психики и присущи человеку уже с рождения и самого раннего возраста. Психическая норма и душевные расстройства взаимосвязаны, составляют общий ряд, так как последние зачастую образуют собой лишь острые формы протекания нормальной психической деятельности.

### Музеи и памятники

Памятная монета в честь 100-летия «Толкования сновидений» (2000 год)

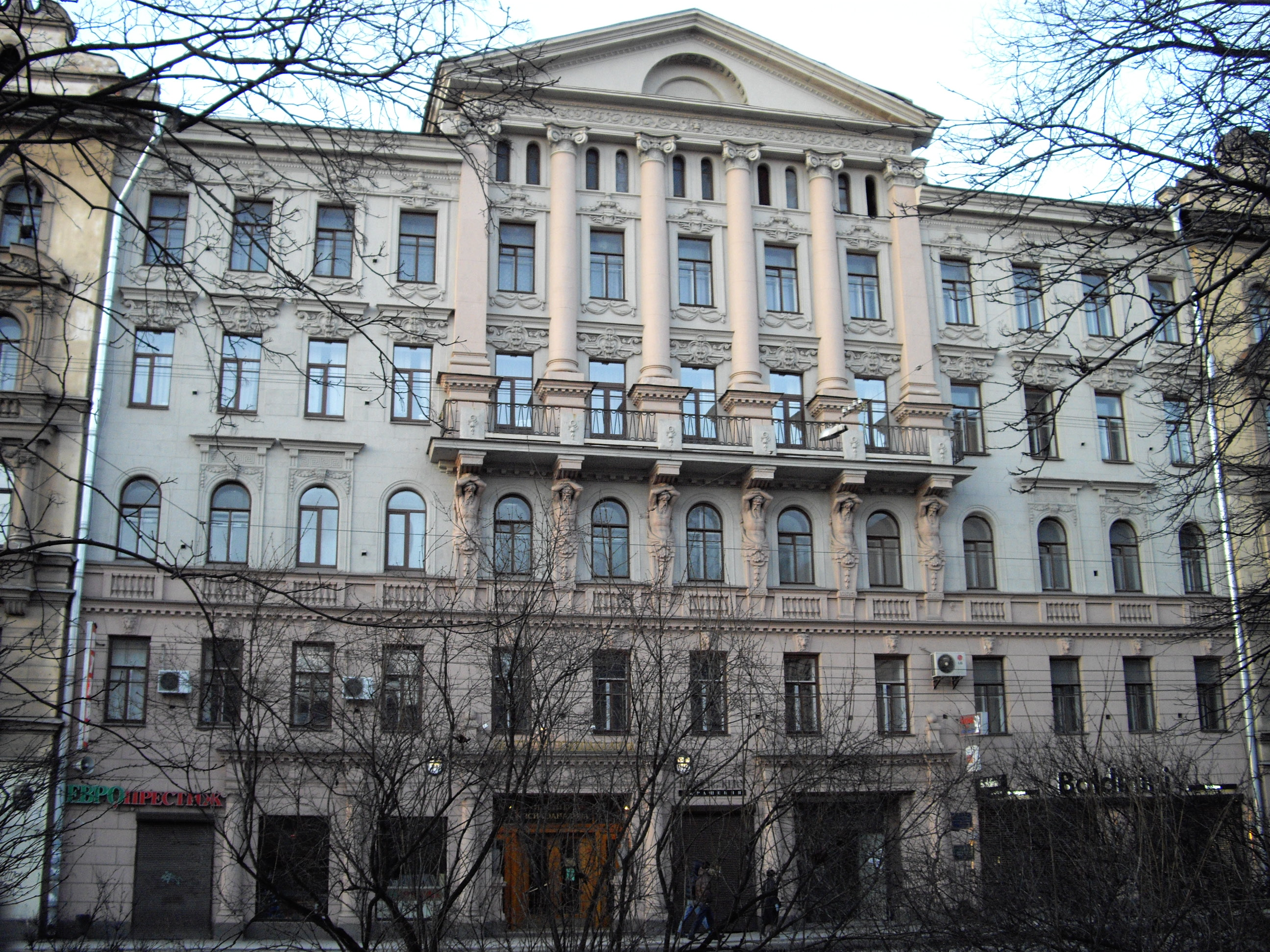
Музей сновидений (Санкт-Петербург)
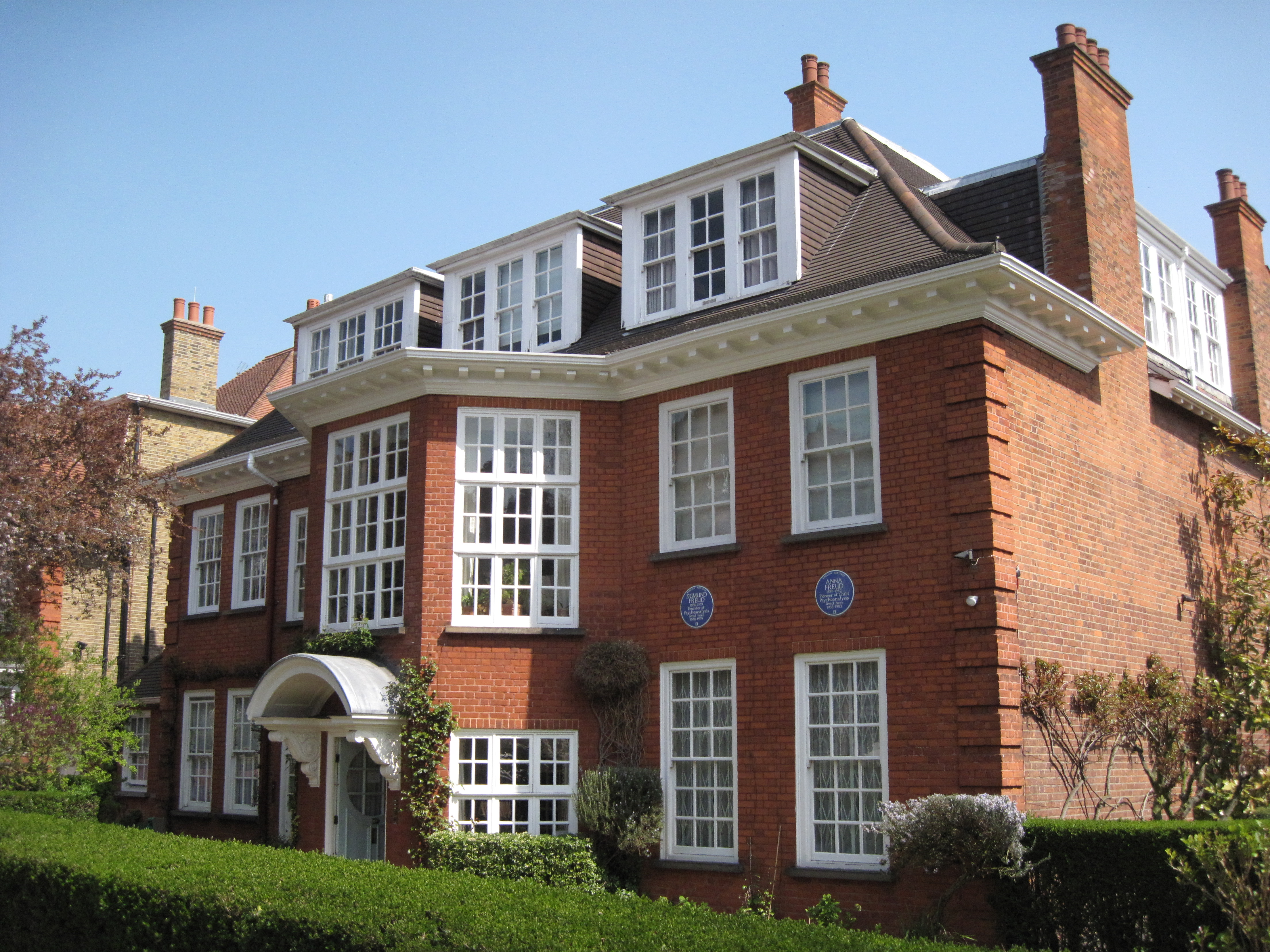
Лондонский Музей
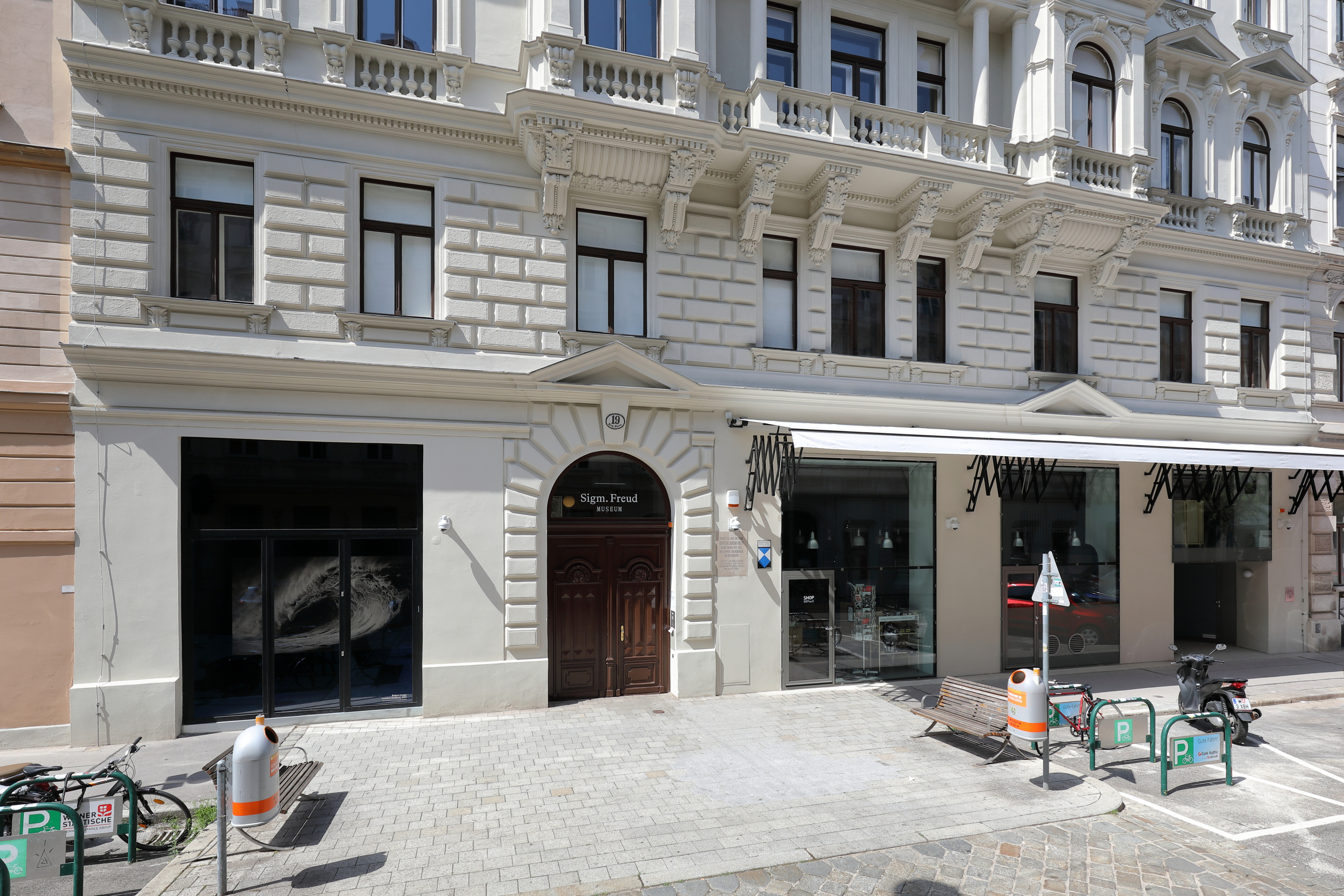
Венский Музей
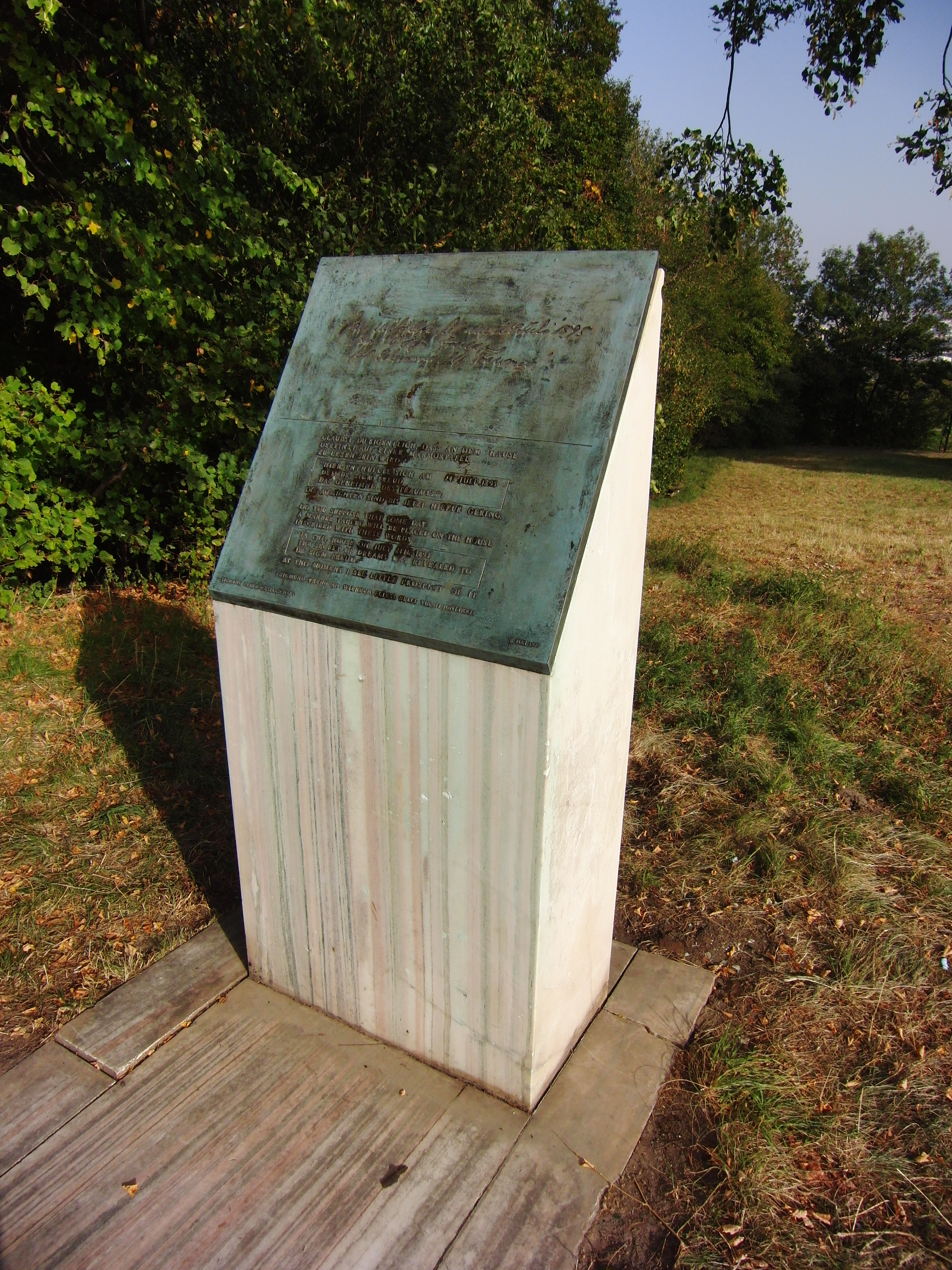
Стела Фрейда (Вена)
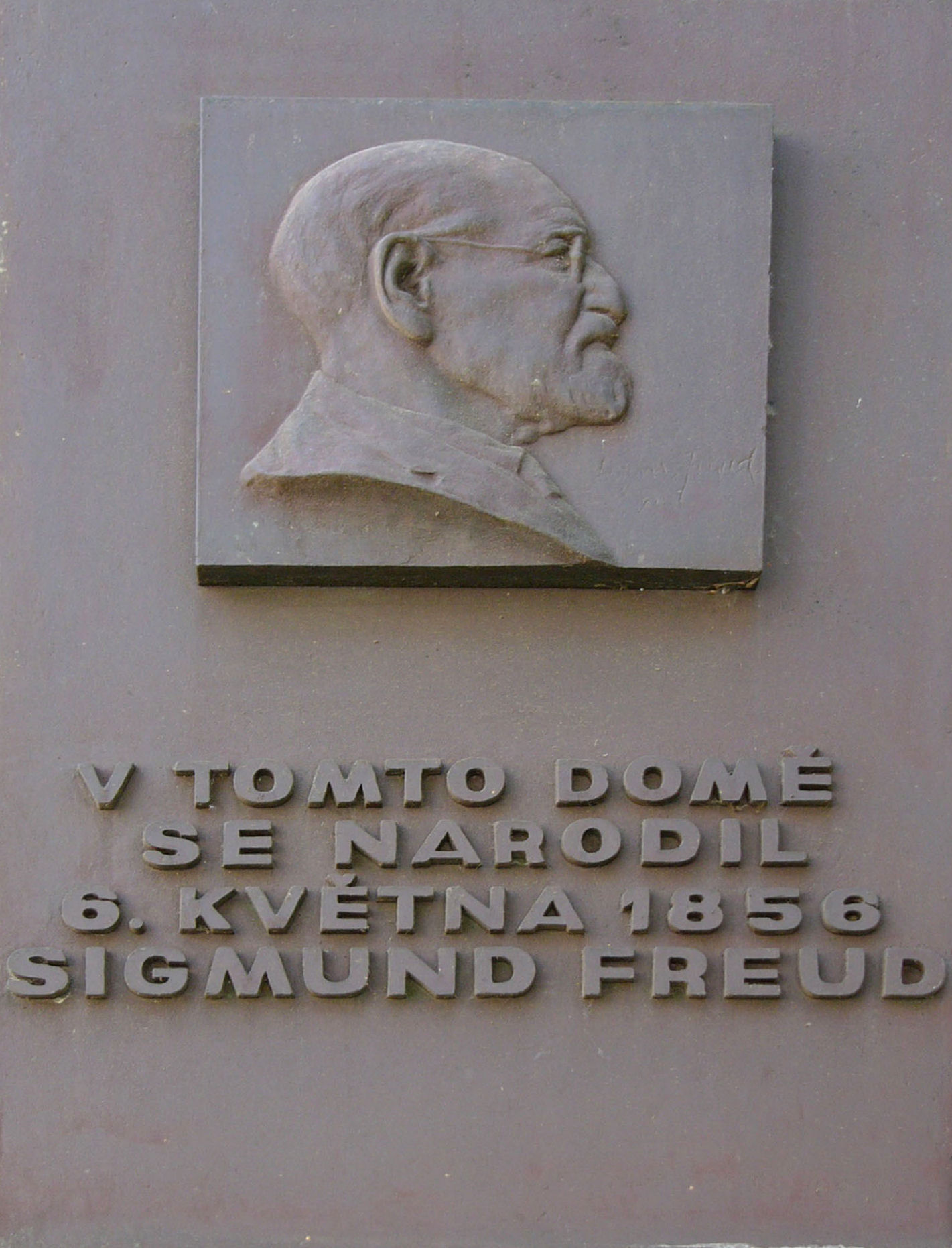
Мемориальная доска (Пршибор; Чехия)
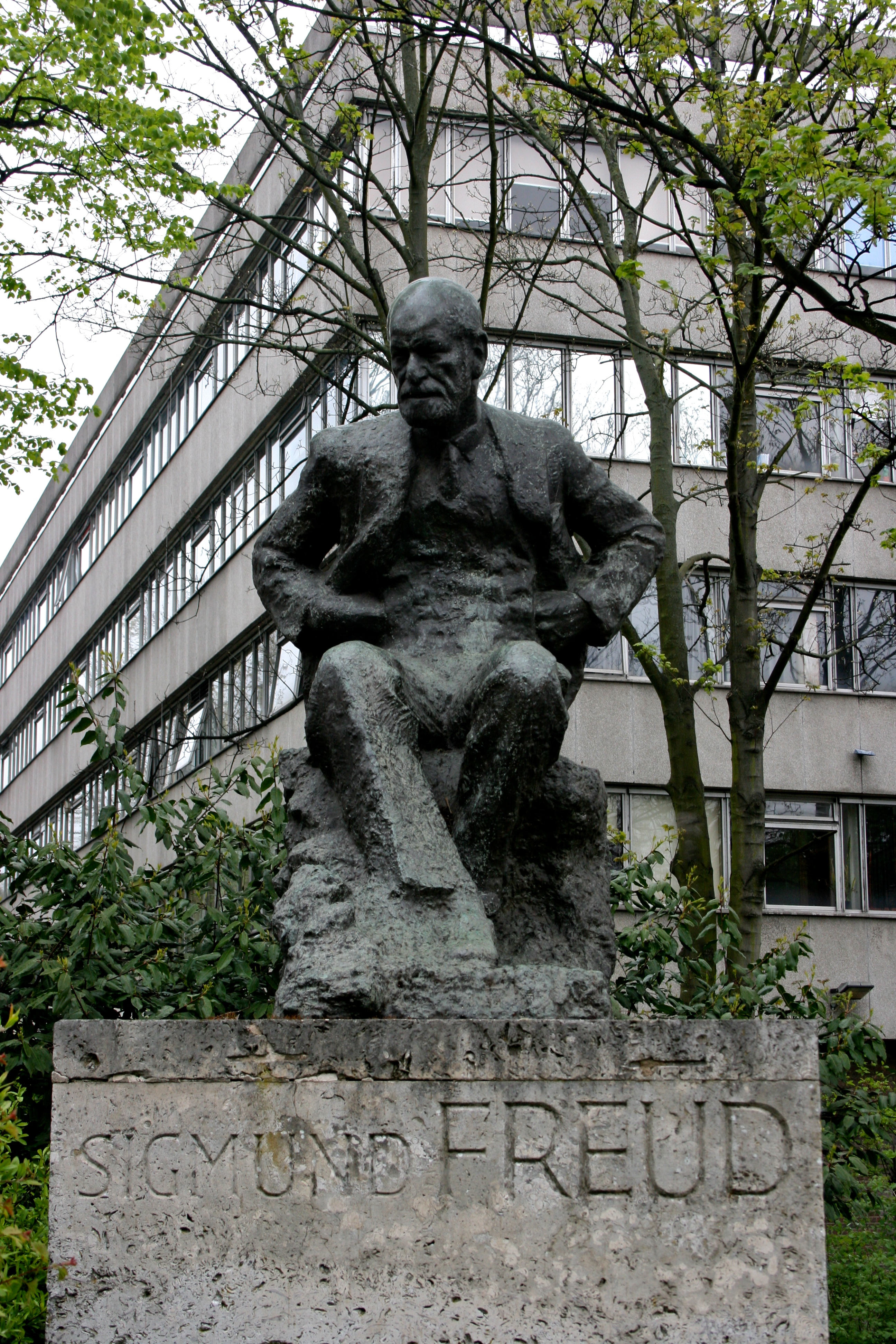
Статуя Фрейда (Лондон)
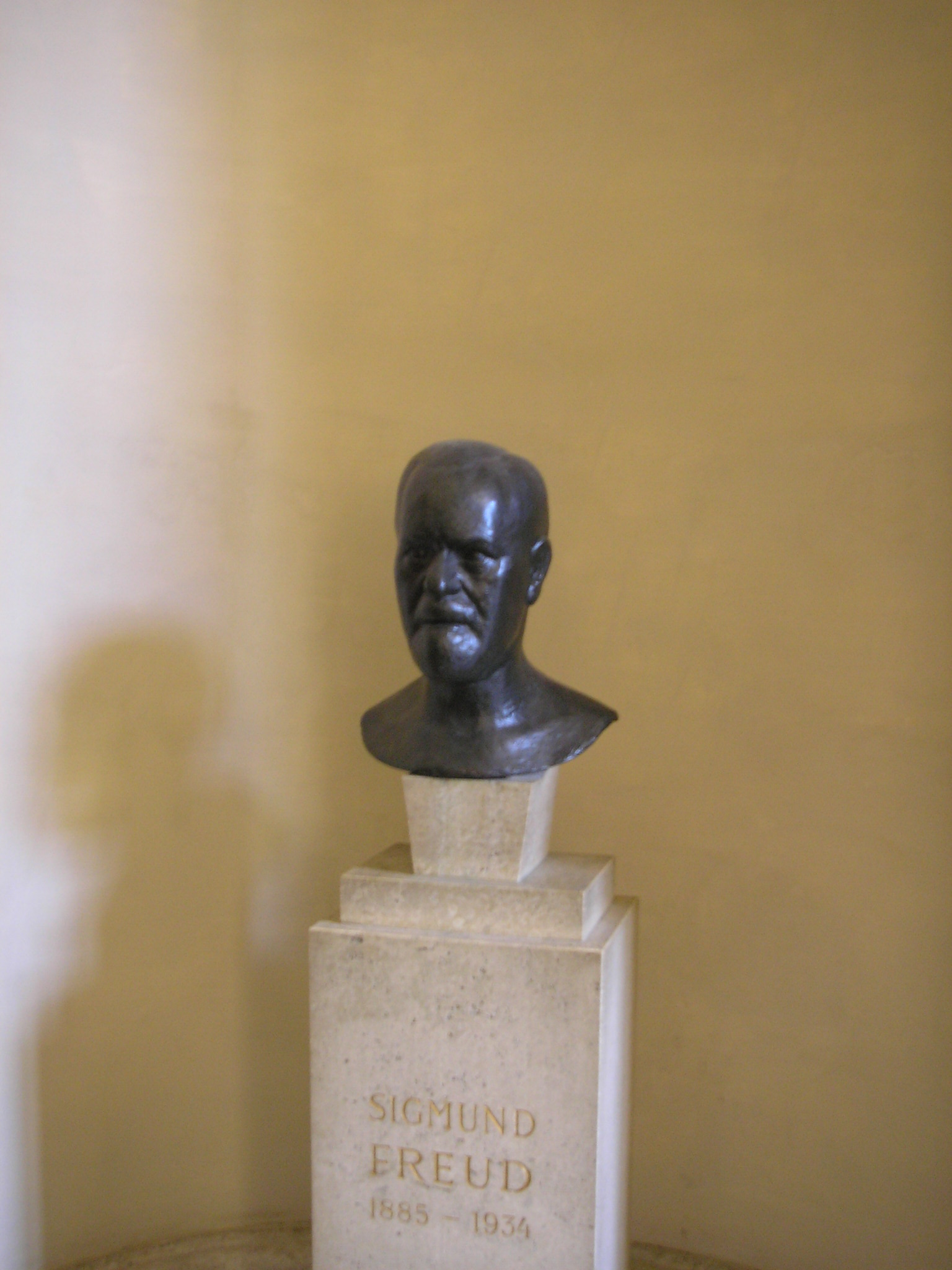
Памятник Фрейду (Вена)

## Отражение в культуре